# Zone humide
Pour les articles homonymes, voir Zone humide (homonymie).

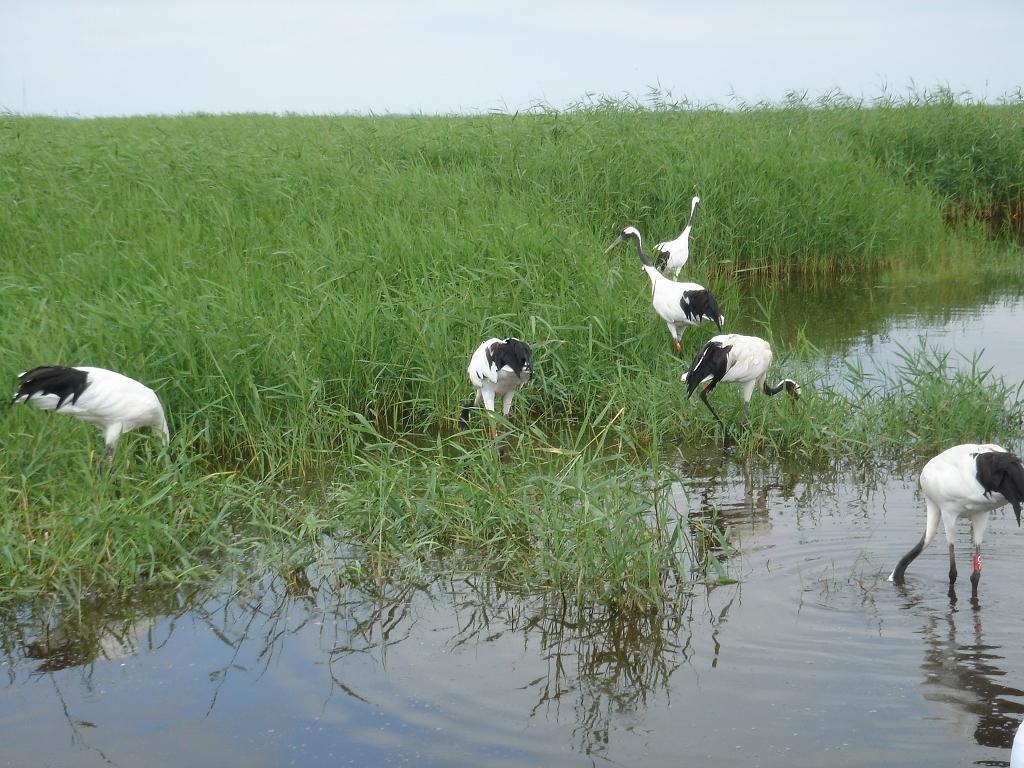
La zone humide est un écotone mouvant entre terre et eau, interface complexe eau/air/sol.

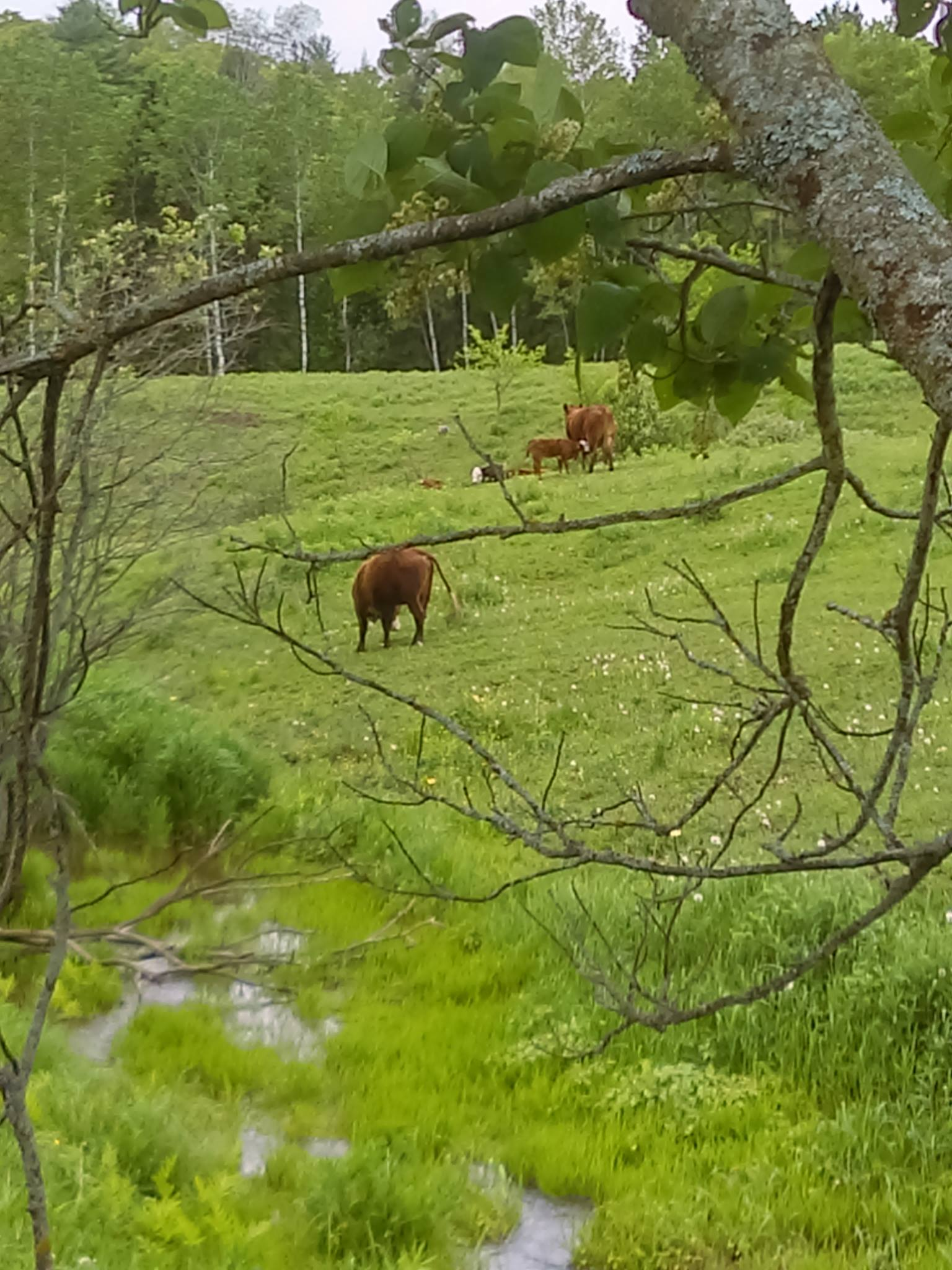
Le pâturage est un mode d'exploitation et de gestion des prairies humides.

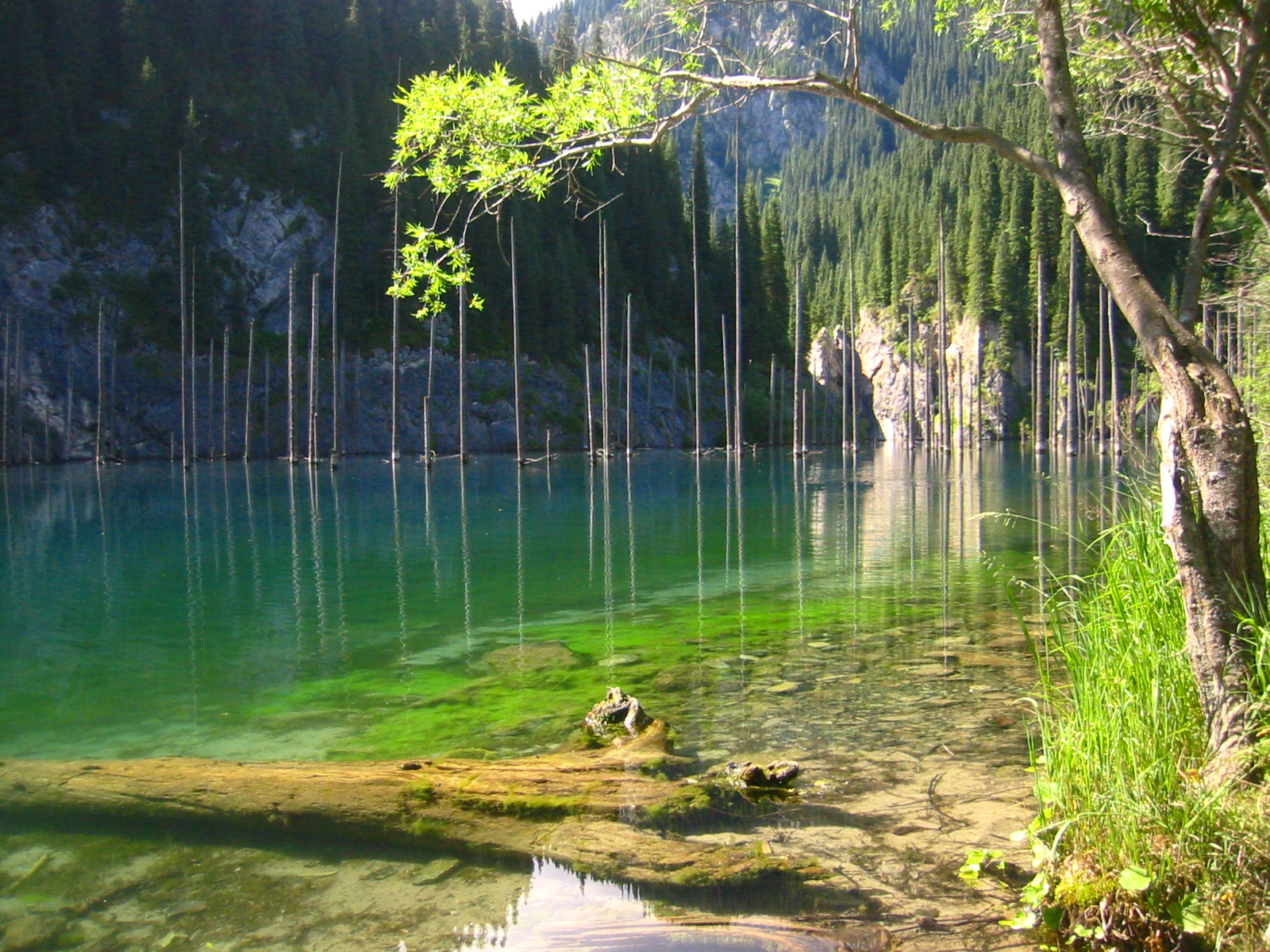
Les variations de niveau d'eau, notamment liées à des barrages artificiels ou de castors provoquent une mortalité épisodique de la ceinture arborée ici au lac Kaindy, Kazakhstan.

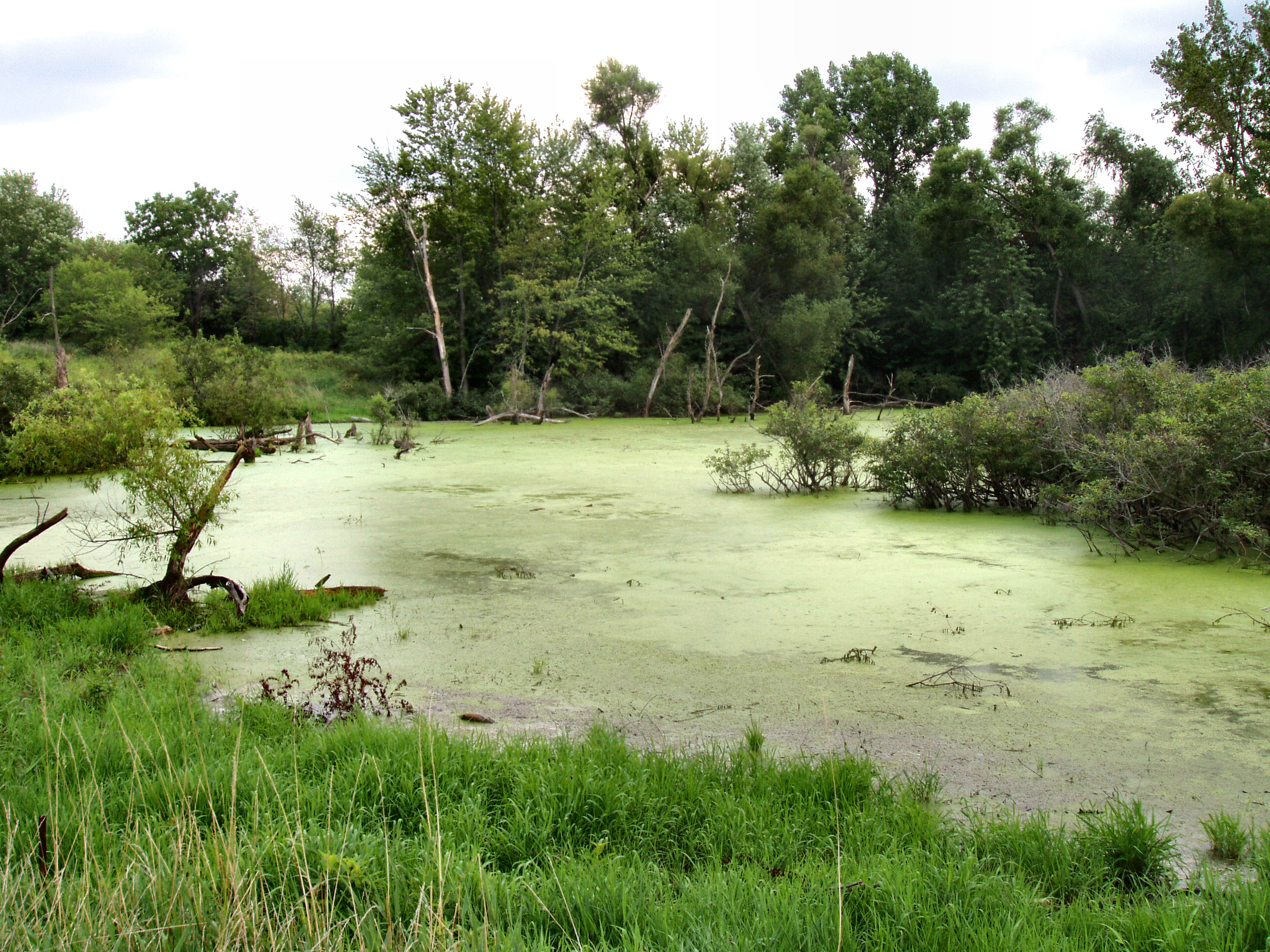
Zone humide arrière littorale (comté de Marshall, Indiana, États-Unis).

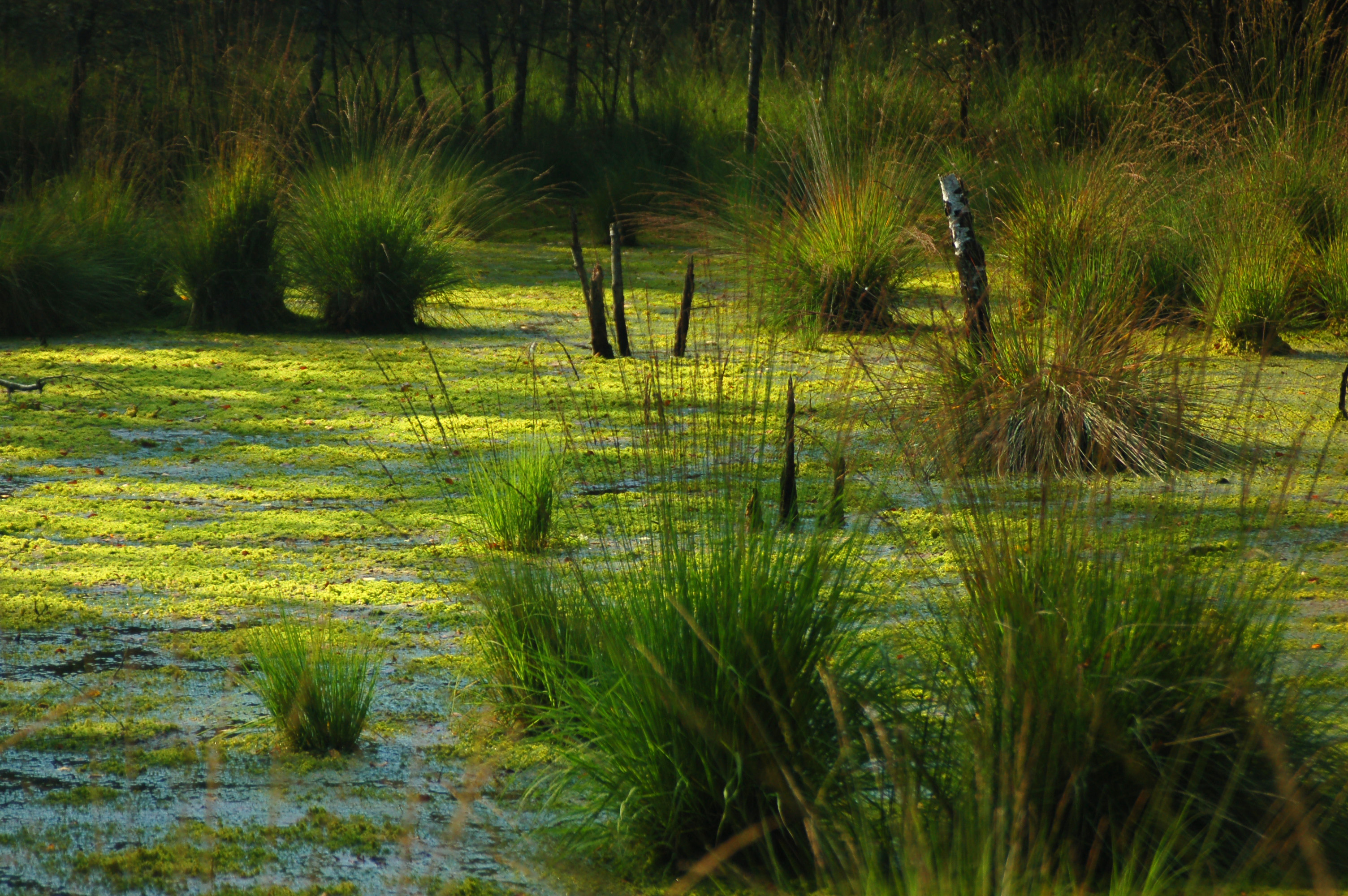
Tourbière acide à sphaignes (Henstedt-Ulzburg, Allemagne).

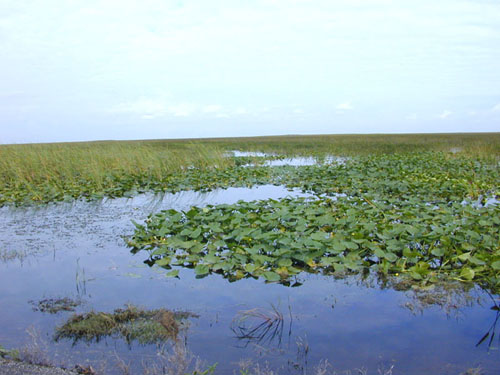
Marais de Floride, États-Unis.

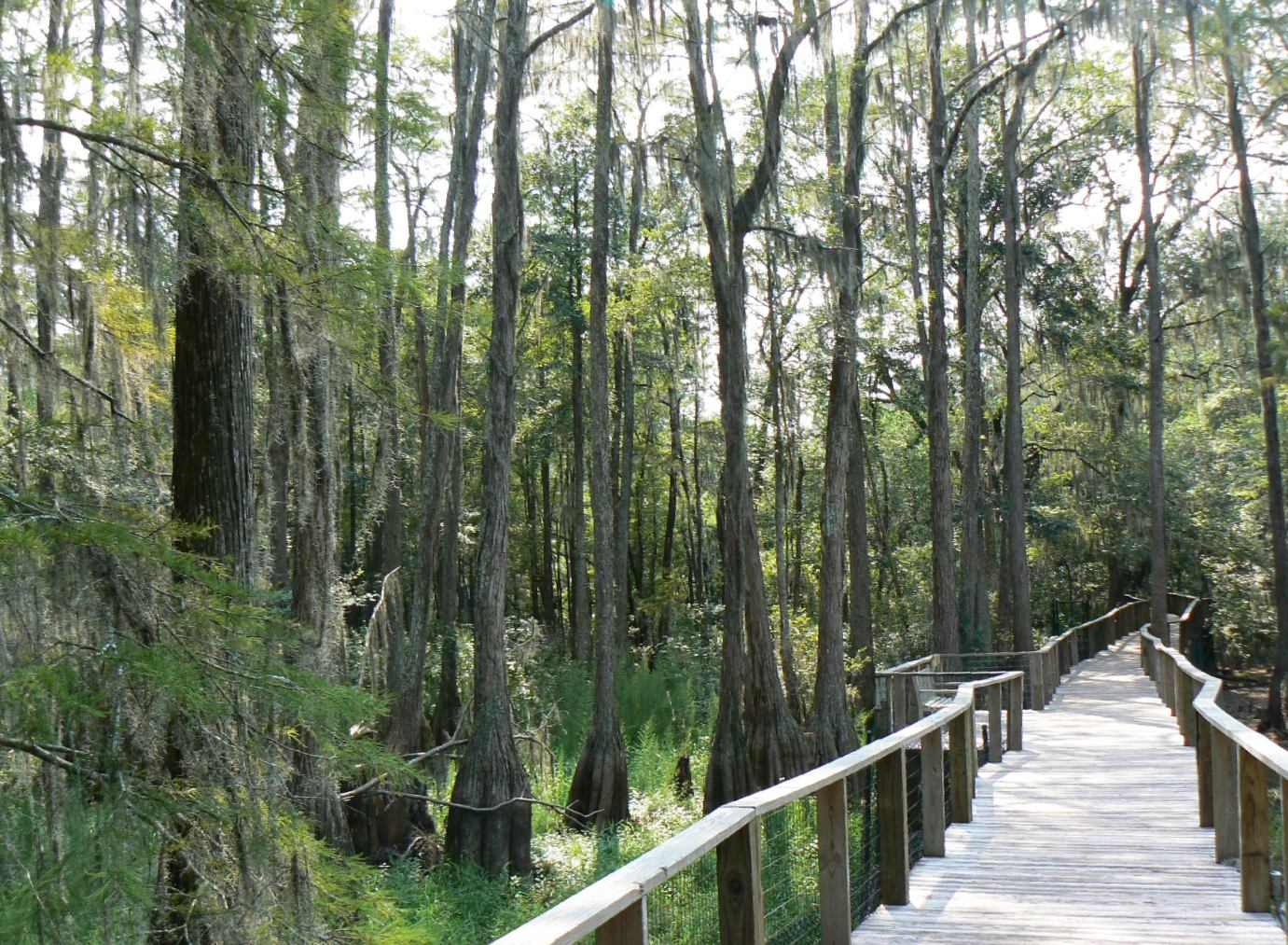
Sentier pédagogique (platelage) au milieu des cyprès des marais (Taxodium ascendens) de Floride, espèce qui joue un rôle comparable à celui des Cyprès chauve de Louisiane (musée de Tallahassee, États-Unis).

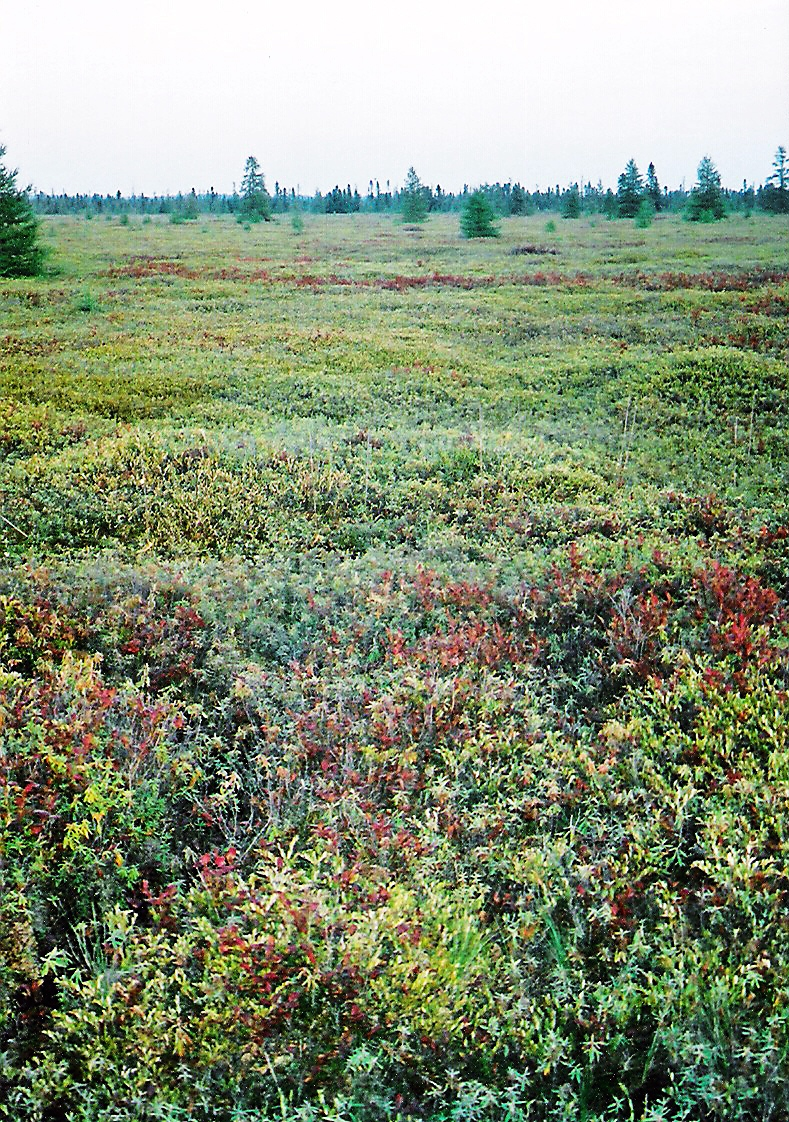
Zone humide acide en zone circumpolaire (Aire de conservation de la Mer Bleue, ancien bras de la rivière des Outaouais, Canada).

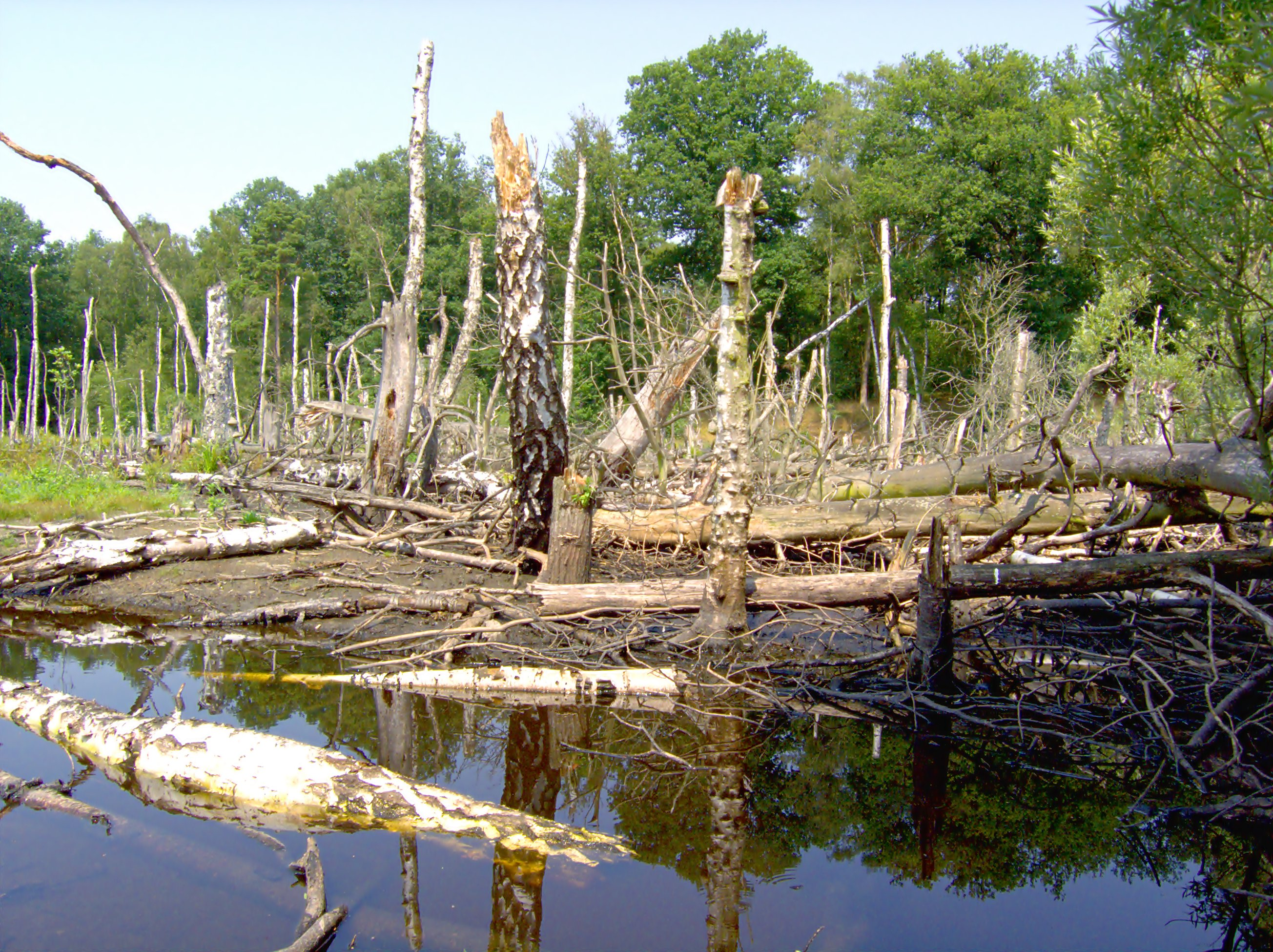
L'écotone mouvant eau-terre et ses zones de transition, riches en bois mort (Münster, Allemagne).

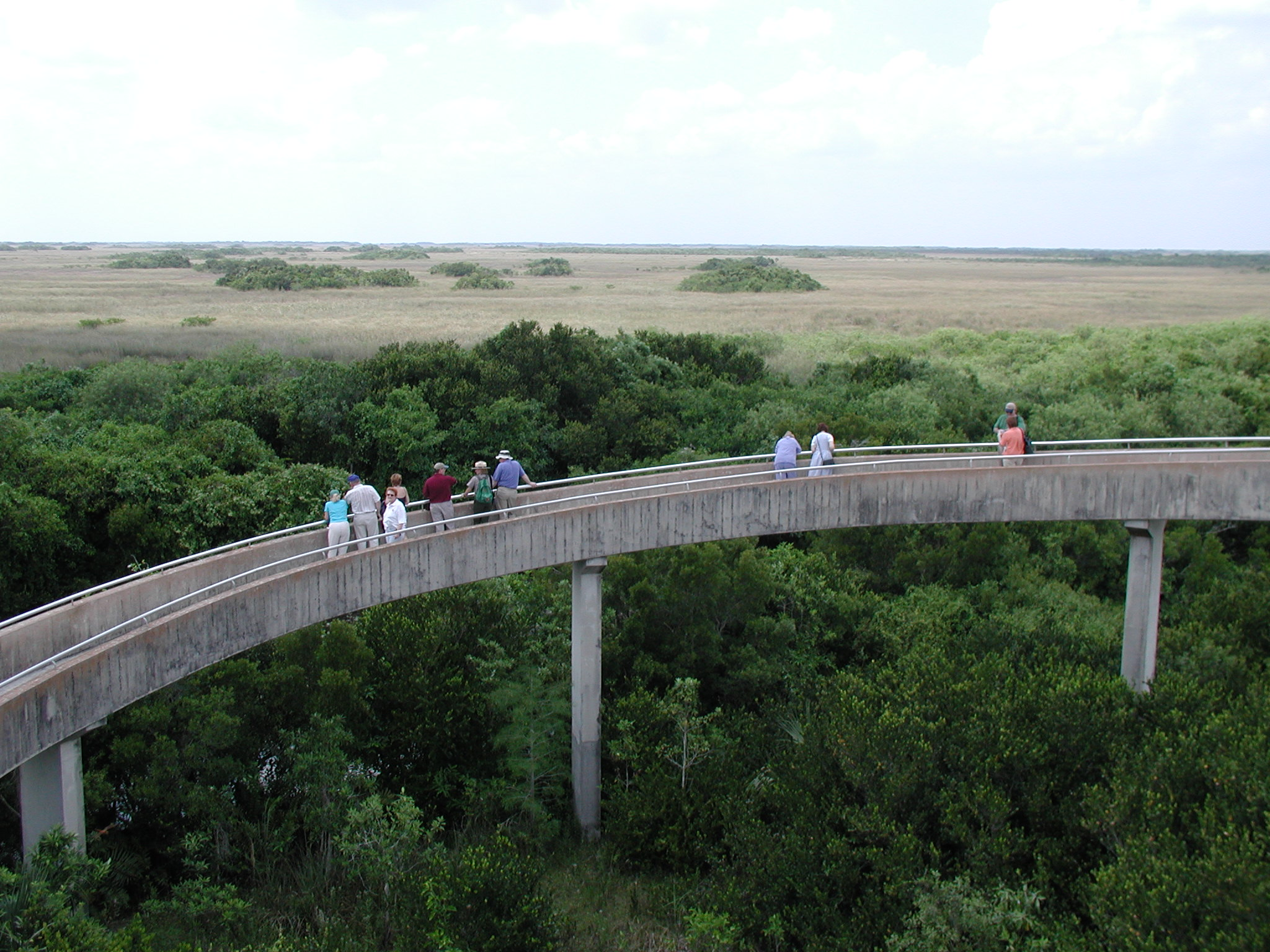
Valorisation pédagogique (Everglades, Floride, États-Unis).

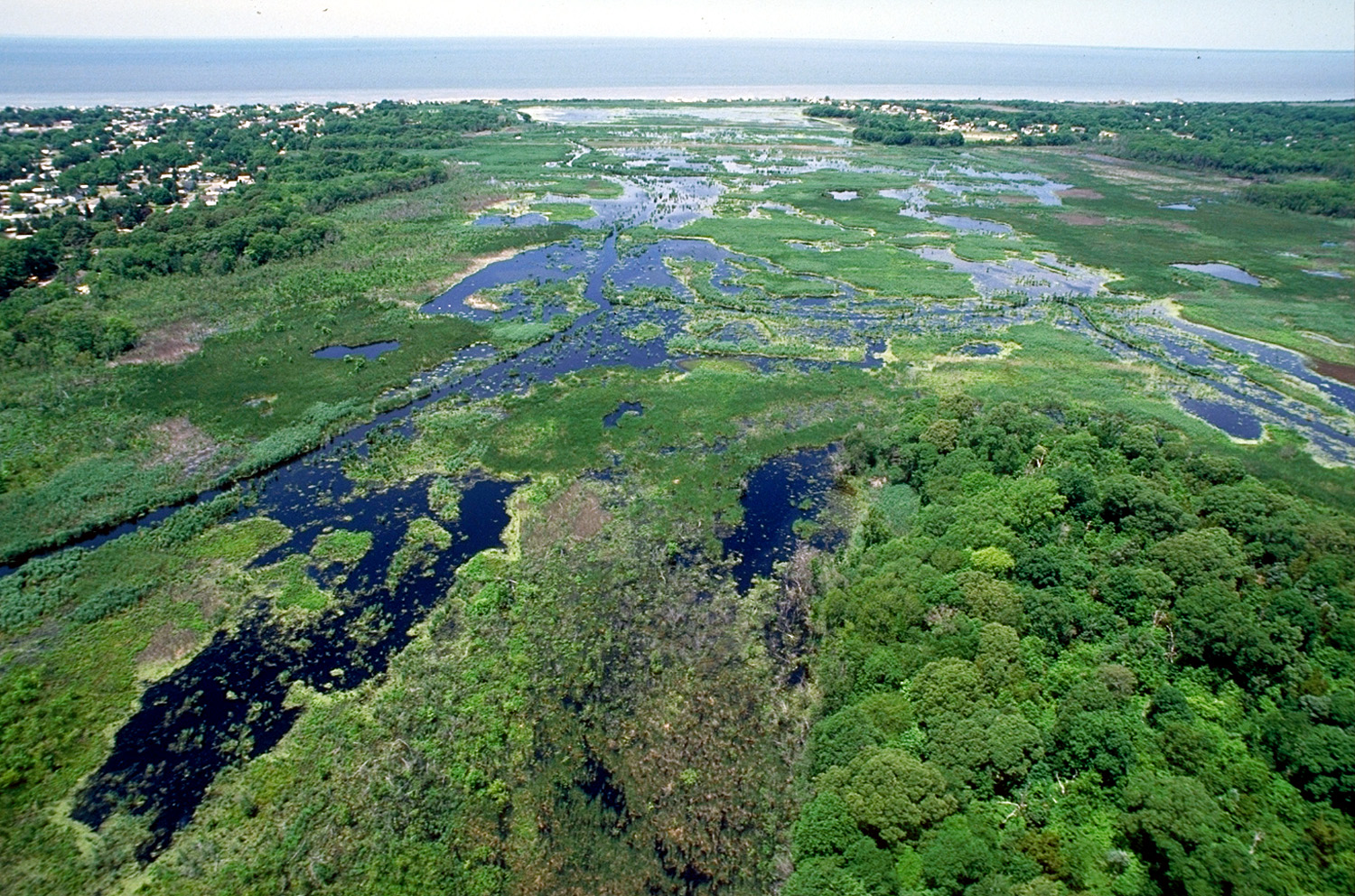
Cape May, New Jersey, États-Unis.

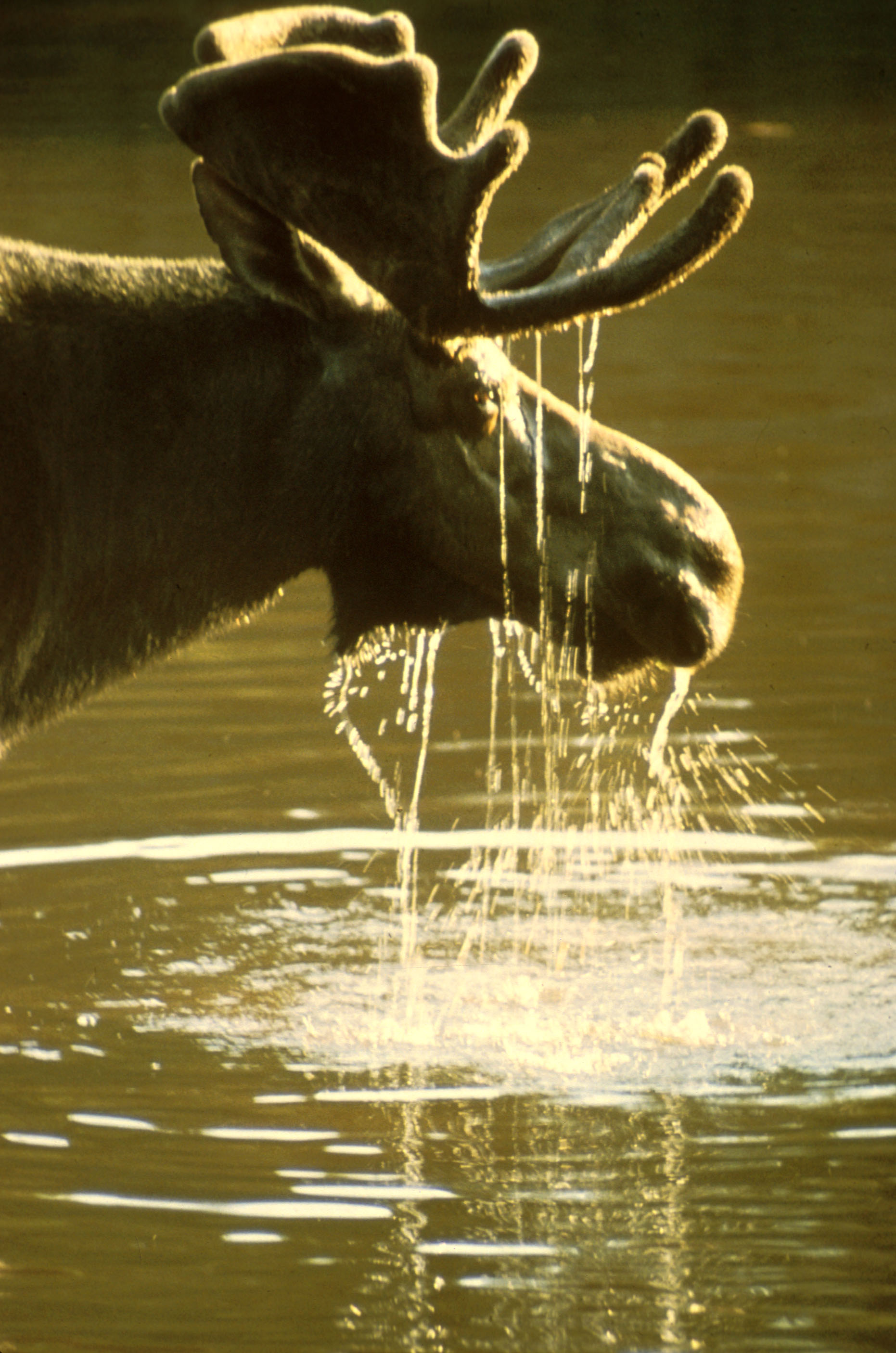
L'élan, présent jusqu'en Espagne et Italie à la Préhistoire, et encore dans une bonne moitié de l'Europe à la fin du Moyen Âge, capable de brouter (faucarder) sous l'eau et (comme le castor) considéré par certains comme des auxiliaires nécessaires à la « gestion restauratoire » de zones humides (en zone froide et tempérée de l'hémisphère nord).

Une zone humide, ou milieu humide, dénomination dérivant du terme anglais wetland, est une région où le principal facteur d'influence du biotope et de sa biocénose est l'eau.
Selon l'article premier de la convention de Ramsar (1971), « les zones humides sont des étendues de marais, de fagnes, de tourbières ou d'eaux naturelles ou artificielles, permanentes ou temporaires, où l'eau est stagnante ou courante, douce, saumâtre ou salée, y compris des étendues d'eau marine dont la profondeur à marée basse n'excède pas six mètres. Cette définition de droit international s'impose aux États plus qu'aux particuliers, sauf si une clause particulière précise l’effet direct du texte pour ces derniers. »
En France, selon l'article 2 de la loi du 3 janvier 1992 sur l'eau, « on entend par zone humide les terrains, exploités ou non, habituellement inondés ou gorgés d'eau douce, salée ou saumâtre de façon permanente ou temporaire ; la végétation, quand elle existe, y est dominée par des plantes hygrophiles pendant au moins une partie de l'année. »
La flore des zones humides d'eau douce est dite hélophyte. Celle des zones d’eau salé (zone littorale) est dite halophyte.

## Compléments
Les zones humides jouent un rôle majeur en ce qui concerne le cycle de l'eau et le cycle du carbone. La valeur des services écosystémiques qu'elles fournissent dépasse largement celle des écosystèmes terrestres.La valeur économique des zones humides intérieures a été estimée cinq fois plus élevée que celle des forêts tropicales ; 1/7e de la population mondiale en dépend et 40 % des espèces y vivent ou s'y reproduisent. En 2018, il reste 12,1 millions de kilomètres carrés de zones humides. Selon l'IPBES, du XVIIIe siècle à 2000, 87 % des zones humides ont disparu dans le monde et selon RAMSAR le déclin s'est accéléré : -35 % de 1970 à 2015, soit une perte trois fois plus rapide que pour les forêts, et la situation empire depuis 2000, pour des causes climatiques, consuméristes, démographiques et d'urbanisation, de drainage des deltas, de changement d'usage ou d'artificialisation des berges, littoraux et sols). Le drainage agricole, la conversion en terres agricoles mais aussi d'autres activités humaines comme l'établissement d'ouvrages hydrauliques — canaux et barrages —, mines aussi, etc. sont souvent en cause. La perte estimée est de 50 % pour les États-Unis, et de 90 % pour la Nouvelle-Zélande. Les pertes à l'échelle mondiale seraient de 50 %.
Plus d'un quart des espèces de zones humides sont en danger d’extinction et moins de 20 % des zones humides mondiales sont protégées. Selon le rapport de l'ONU sur la biodiversité (6 mai 2019), 85 % des zones humides mondiales risquent de disparaitre.

## Typologie
Il existe une infinité de zones humides et de nombreuses classifications locales et internationales (ex : Ramsar, celle du Committee on Characterization of Wetlands, celle de la FAO/UNESCO). Une première approche des zones humides se réfère à une classification locale.
Les zones humides sont caractérisées par leur approvisionnement en eau (hydrologie) et par leur situation géomorphologique ; par la présence continue ou temporaire, en surface ou à très faible profondeur, d'eau douce à salée (eau de mer ou eau saumâtre), par la prédominance d'une phytocénose hydrophile (aimant l'eau, soit des plantes aquatiques) et/ou hygrophile (ayant besoin ou tolérant de fortes quantités d’eau tout au long de leur développement, soit des hygrophytes) et par la permanence d'un substrat hydromorphe. Marquées par des changements progressifs de leur structure et leur composition en fonction d'un facteur hygrométrique, les zones humides présentent une grande diversité mésologique comprenant des systèmes lagunaires (ex. : marais maritimes), fluviaux ou rivulaires (ripisylves), palustres (roselières, mares, etc.) et stagnustres (étangs).
La délimitation de celles-ci requiert une approche multi-capteurs, multi-échelles (images satellitaires, photographies aériennes, analyse de terrain) et multi-temporelles. Une approche satellitaire via SPOT multispectral par exemple permet de déterminer la présence d'eau libre, la teneur en eau de la végétation et l'hydromorphie des sols, mais ne permet de développer qu'une typologie simplifiée des zones humides.
Les zones humides continentales comprennent :
- eaux dormantes : étangs, gravières, lacs, lagunes, mares, mouillères, carrières inondées, retenues de seuils ou barrages ;
- eaux courantes : fleuves, rivières, ruisseaux et leurs sources, îles et îlots, méandres et bras morts encore en eau ; bayous ;
- zones inondables ou inondées : ripisylves, bois marécageux, forêts alluviales ou humides, landes humides, marais, marécages, prairies alluviales ou humides, plaines et vallées alluviales, vasières ; igapo ;
- zones hygromorphes végétales remarquables : aulnaies, rizières, mégaphorbiaies (cariçaies, roselières), saulaies, tourbières acides ou alcalines, minérotrophes ou ombrotrophes, landes paratourbeuses.

Sur l'estran, les zones humides des domaines littoraux et océaniques comprennent :
- archipel, îles et îlots ;
- baies, criques, golfes, vasières et lagunes ;
- bancs, dunes littorales et plages de sable ;
- Bras-morts et bras de mer de faible profondeur ;
- deltas et estuaires et leurs bouchons vaseux ;
- falaises maritimes ;
- marais maritime, côtiers, salants, salés ou saumâtres, pannes dunaires ;
- fleuve marin côtier ;
- schorres, mangroves ;
- plages de galets ;
- récifs coralliens ou (rarement) constitués de bivalves.

Diverses classifications des zones humides permettent de les classer ou délimiter, dont celle du projet MAR de 1960 qui visait à inventorier toutes les zones humides majeures de la planète.
Cowardin a affiné la typologie des zones humides en 1979, en les hiérarchisant selon leur salinité, le pH, végétation, profondeur, inondations (fréquence et durée), composition des sols… Cette classification a été précisée dans le cadre de Ramsar, puis reprise par l'Union Internationale pour la Conservation de la Nature (UICN) en 1992.
P. Mérot propose 3 catégories zones humides :
1. zones humides « effectives » (qu’on observe réellement sur le terrain, définies par des critères hydrologiques, de végétation et de sol) ;
2. zones humides « efficaces » (qui participent aux fonctions de stockage et épuration des eaux) ;
3. zones humides « potentielles » (qui seraient effectives et efficaces en l’absence de drainage ou perturbation liées aux activités humaines en amont).

Plus largement, Turner, en 1992, définit la « zone humide » le continuum reliant l’environnement aquatique à l'environnement terrestre.
L'Organisation des Nations unies pour l'alimentation et l'agriculture reconnaît trois grands types de zones humides : gleysol, histosol et fluvisol.

## Un patrimoine naturel incomparable
Les zones humides sont des écotones (entre terres et eaux douces à salées, superficielles ou souterraines ou du compartiment sous-fluvial). Ces zones de transition ont beaucoup régressé dans le monde, mais remplissent des fonctions leur conférant des valeurs biologiques, hydrologiques, économiques et sociologiques remarquables :
- des fonctions biologiques, écopaysagères et climatiques : les zones humides sont des milieux de vie remarquables pour leur biodiversité, accueillant des espèces ou des habitats à forte valeur patrimoniale[14]. De nombreuses espèces végétales et animales y sont inféodées : en France métropolitaine, bien qu'elles ne couvrent que 3 % du territoire, elles hébergent un tiers des espèces végétales remarquables ou menacées, la moitié des espèces d'oiseaux et la totalité des espèces d'amphibiens et de poissons. Le cortège floristique qui peut varier suivant la nature du substrat, le degré d'humidité, participe au maintien des corridors biologiques, notamment lorsque les zones humides sont associées aux cours d'eau ; les réserves de biodiversité végétale et animale offrent des habitats variés servant pour la faune d'abri, de nourrissage, de zones de refuge, d'hivernage ou de reproduction (frai des batraciens, de certains poissons, reproduction d'oiseaux). Elles constituent des étapes migratoires et des sites de mue pour de nombreuses espèces d'oiseaux aquatiques[15]. Les tourbières ne recouvrent que 3 % de la superficie de la planète mais stockent deux fois plus de carbone que la forêt mondiale[5],[16]. Ce sont des zones tampons à l'origine de micro-climats vitaux pour de nombreuses espèces ;
- des fonctions hydrologiques : elles participent au ralentissement des ruissellements et à la protection contre l'érosion des sols ; à la régulation du débit des cours d'eau (retardement ou étalement des crues, prévention des inondations[17], recharge de nappes, soutien d'étiages), à la protection contre les marées (dissipation des forces érosives). Leur capacité de stocker et de restituer progressivement de grandes quantités d'eau, permet l'alimentation des nappes d'eau souterraines et superficielles ;
- des fonctions biogéochimiques participant à assurer une meilleure qualité des milieux (fonction d'épuration des eaux). En favorisant la dénitrification bactérienne et la phytoépuration grâce à leur riche biocœnose[18], elles participent à la préservation de la qualité de l’eau[19] ;
- des fonctions économiques : des zones humides dépendent de nombreuses activités économiques, telles l'élevage[20], l'aquaculture de crustacés, de mollusques ou de poissons[21], la pêche[22] ou la production d'osier, de sel de mer ou de tourbe[23] ;
- des fonctions sociales et culturelles : de par leur grande qualité paysagère[24], les zones humides sont des lieux de détente, de découverte et de loisirs[25], propices à de nombreuses activités récréatives[26], telles la navigation, la pêche ou la chasse[27] ou la pêche de loisir[22].

| Sibérie occidentale          | 780 000 à 2 745 000 km2 |
| Bassin amazonien             | 800 000 à 1 738 000 km2 |
| Cuvette congolaise           | 189 000 à 1 000 000 km2 |
| Littoral de la Baie d'Hudson | 200 000 à 374 000 km2   |
| Pantanal                     | 138 000 à 200 000 km2   |

Autres zones humides particulièrement importantes
- Les Everglades (20 000 km2), en Floride (États-Unis)
- La mer des Wadden (10 000 km2), aux Pays-Bas, en Allemagne et au Danemark
- Le delta du Danube (3 124 km2), en Roumanie et en Ukraine
- Le parc national de Doñana (542 km2), en Espagne

### Grandes zones humides de France

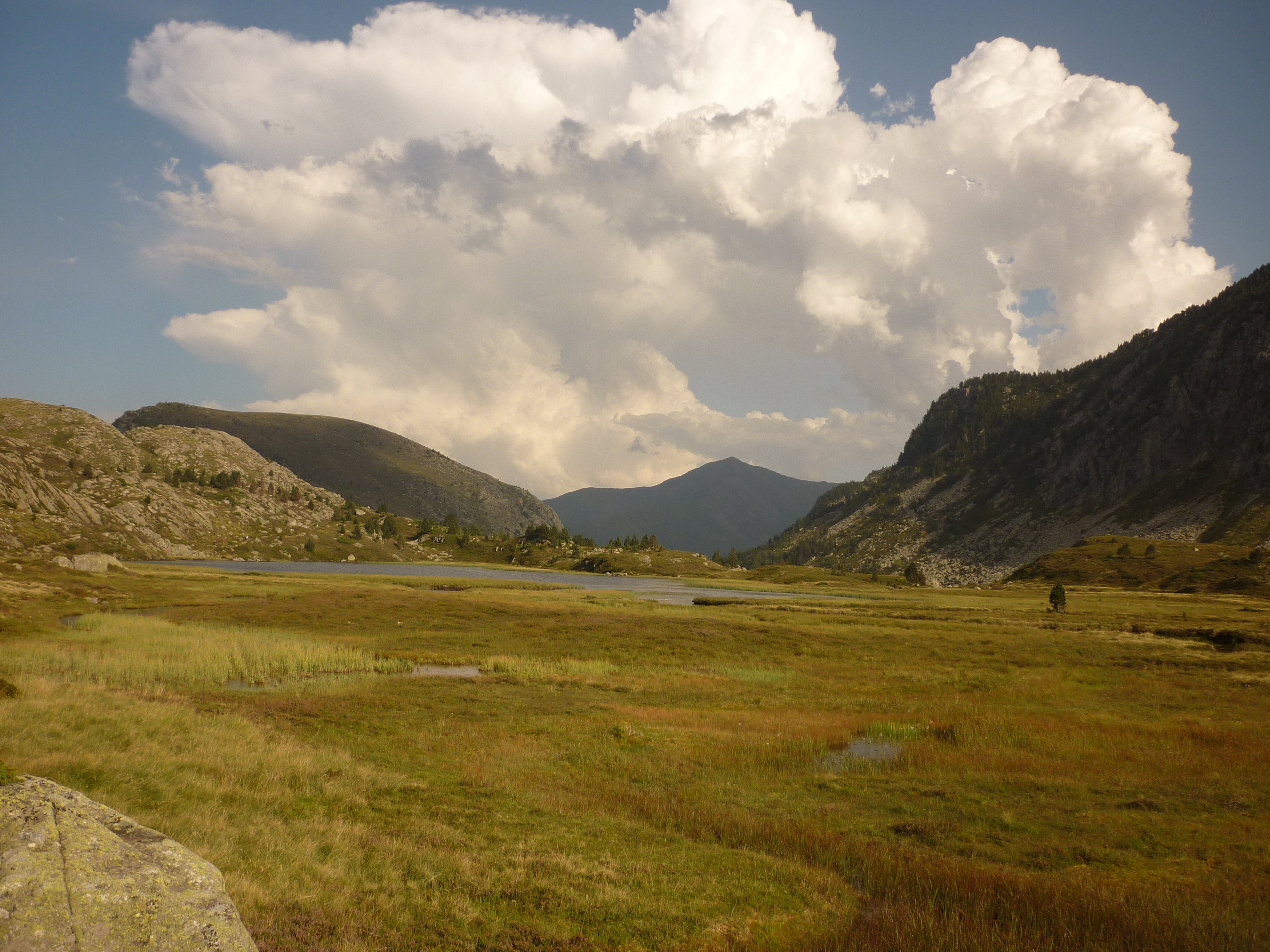
Tourbière et étang dans les Pyrénées ariégeoises

La France est riche de nombreuses zones humides de grand intérêt et d'intérêt paneuropéen (pour les oiseaux notamment). Au 30 novembre 2023, elle comptait 54 sites d’importance internationale qui s’étendent sur une superficie de plus de 3,9 millions d’hectares, en métropole et en outre-mer. Le Centre de ressources des milieux humides fournit une liste régulièrement actualisée de ces sites.
La baie du mont Saint-Michel, la forêt alluviale rhénane, la réserve naturelle de Camargue (plus grande zone humide de France) ou la Baie de Somme et d'autres — sont reconnues internationalement. Le Val de Loire (159 communes et 5 départements) a été inscrit au patrimoine mondial des paysages culturels de l’Unesco en 2000.
Néanmoins, de nombreuses ONG alertent depuis plusieurs décennies sur l'urgence qu'il y aurait aussi à restaurer et protéger le réseau des berges de cours d'eau, et le réseau des mares et fossés, ainsi que les landes humides et petites tourbières ou zones paratourbeuses. Selon le Centre de ressource des milieux aquatiques, l’effet cumulé de la dégradation de ces milieux à l’échelle d’un bassin versant, engendre des conséquences graves, en particulier pour la qualité et la quantité de la ressource en eau.

## Les représentations sociales des zones humides
Les humains associent les zones humides à des superstitions, peuplant ces lieux d'êtres fantastiques, et déterminent divers comportements et aménagements.
Le diable, des sorciers, fées, géants, vouivres, etc., les habitent. Les êtres réels, tels le crapaud, serpent, sangsue, sont eux-mêmes associés à des caractères extraordinaires. Les eaux stagnantes généreraient les pires tourments et, s'il y a une source, elle est miraculeuse. Ces terres mi-eau mi-terre font croire à une rupture dans l'espace et le temps.Ces croyances populaires peuvent s'expliquer par l'isolement et la mobilité des zones humides, qui les rendent propices à l'imaginaire et aux superstitions.
Les caractéristiques des zones humides, telles que leurs mouvements permanents et leur exubérance végétale, peuvent engendrer un sentiment de défiance, voire de peur, souvent associée à une appréhension de la nature elle-même. Cette crainte a historiquement influencé les perceptions des zones humides. Ainsi, en France, toute la période allant du XVIIe au XIXe siècle est marquée par une peur des espaces humides, confinant quelquefois à la paranoïa. Ces espaces sont alors considérés comme impropres à la culture, exsudant des miasmes et des odeurs pestilentielles (brouillards) et vecteurs de fièvres (paludisme).
Cette crainte est bien moins présente de nos jours. Cependant, elle peut ressurgir lors de projets d'aménagement ou de restauration de ces zones.

## Une grande biodiversité

### Une productivité record
Hormis dans les zones très froides et acides, les zones humides regroupent les écosystèmes les plus productifs de la planète.
| Lacs tempérés                | 1,3 g m.s./m2/j |
| Littoraux                    | 1,6 g m.s./m2/j |
| Étangs tempérés              | 1,6 g m.s./m2/j |
| Culture intensive de maïs    | 2,2 g m.s./m2/j |
| Rizières                     | 3,8 g m.s./m2/j |
| Lacs tropicaux               | 4,7 g m.s./m2/j |
| Forêts humides tropicales    | 5,5 g m.s./m2/j |
| Marais tempérés              | 5,5 g m.s./m2/j |
| Estuaires, mangroves, récifs | 16 g m.s./m2/j  |

### Une richesse exceptionnelle
Les zones humides sont parmi les milieux naturels les plus riches du monde :
| Écosystèmes                   | Dulçaquicoles | Terrestres | Marins |
| ----------------------------- | ------------- | ---------- | ------ |
| Superficie                    | 0,8 %         | 28,4 %     | 70,8 % |
| Pourcentage d’espèces connues | 2,4 %         | 77,5 %     | 14,7 % |
| Richesse relative en espèces  | 3             | 2,7        | 0,2    |

### Des espèces remarquables
En fournissant l'eau et les aliments à quantité d'espèces, ces écotones au carrefour des écosystèmes terrestres, dulçaquicoles et marins sont d'une grande biodiversité, même sous les climats tempérés. Ils jouent par ailleurs souvent un rôle important pour les espèces migratrices.

#### Zones humides duPaléarctique
Quelques espèces typiques ou remarquables des zones humides d'Europe, d'Afrique du Nord, du Moyen-Orient du nord de l'Asie, :

##### Flore
Althénie filiforme, fritillaire pintade, grassette, linaigrette grêle, panicaut vivipare, petite massette, saxifrage œil-de-bouc, flûteau nageant, liparis de Loesel.

##### Faune
- Mollusques[40] : grande mulette, mulette perlière, mulette épaisse, vertigo de Des moulins, vertigo étroit, auriculette naine, ambrette amphibie, ambrette des marais, luisantine des marais, veloutée rouge, loche des marais, clausilie des marais, paludine d'Europe, grande limnée, limnée épaulée, planorbe naine, cyclade cerise, physe élancée.
- Annélides : sangsue officinale.
- Crustacés : Écrevisse à pattes rouges, Écrevisse à pattes blanches, nombreux Cladocères[41], des Branchiopodes[42],[43].
- Insectes : Lépidoptères (Damier de la succise, Mélibée, Fadet des laîches, Cuivré des marais, Azuré des paluds, Azuré de la sanguisorbe, Azuré des mouillères), Odonates[44] (Leucorrhine à Front Blanc, Leucorrhinia caudalis, Leucorrhinia pectoralis), Dytique.
- Poissons : Alose finte, Anguille d'Europe, Truite, Brème commune, Spirlin, Ablette, Barbeau commun, Brème bordelière, Carassin commun, Hotu, Loche de rivière, Corégone Lavaret, Chabot commun, Carpe commune, Grand brochet, Épinoche, Goujon, Grémille, Lethenteron zanandreai, Ide mélanote, Vandoise, Chevesne, Loche d'étang, Loche franche, Perche commune, Vairon, Bouvière, Gardon, Saumon atlantique, Rotengle, Ombre commun et Tanche.
- Amphibiens : crapaud vert, pélobate brun, sonneur à ventre jaune, Crapaud calamite, Rainette verte, rainette méridionale, Petite grenouille verte, Grenouille rieuse, grenouille des champs, grenouille agile, Grenouille rousse, Triton crêté, Triton marbré.
- Reptiles : cistude d'Europe, émyde lépreuse.
- Oiseaux : butor étoilé, courlis cendré, glaréole à collier, héron crabier, râle des genets, balbuzard pêcheur, phragmite aquatique, grand cormoran.
- Mammifères[45] : loutre d'Europe, desman des Pyrénées, vison d'Europe, putois, musaraignes aquatiques (Neomys anomalus, Neomys fodiens), campagnol amphibie, élan, certains chiroptères (murin de Daubenton, murin des marais, murin de Capaccini).

Une partie de ces espèces, menacées, fait l'objet de mesures de protection et de conservation.
On compte aussi des espèces invasives telles que, en France : ragondin, rat musqué, vison d'Amérique, rat noir, rat surmulot, écrevisse de Louisiane, écrevisse de Californie, tortue de Floride, grenouille taureau, xénope lisse, érismature rousse, ibis sacré, bernache du Canada, ouette d'Égypte, jussie rampante (Ludwigia peploides), jussie à grandes fleurs (Ludwigia grandiflora), séneçon en arbre (Baccharis halimifolia), Herbe de la pampa (Cortaderia selloana), renouée du Japon, myriophylle du Brésil (Myriophyllum aquaticum), élodée dense (Egeria densa), élodée du Canada, élodée de Nuttall, Lagarosiphon major, hydrocotyle fausse-renoncule (Hydrocotyle ranunculoides), crassule de Helms (Crassula helmsii), érable negundo, balsamine de l’Himalaya, paspale à deux épis (Paspalum distichum),.

#### Zones humides duNéotropique

##### Flore
Bactris nancibaensis

##### Faune
- Mammifères[50] : Loutre géante, Capybara, Raton crabier, Lamantin.

#### Zones humides de l'Afrotropicalet de l'Indomalais

##### Faune
- Mammifères : Dugong

## Une grande valeur économique
Les services écosystémiques rendus par les zones humides sont très importants. À titre d'exemple d'évaluation financière, pour la France, selon un rapport du CGDD de 2010, si 20 000 ha de zones humides disparaissaient en France, les pertes de fonctions et bénéfices seraient de 18,1 à 62,6 M€/an soit, de 405 et 1 400 M€ en actualisant sur 50 ans, à comparer au coût d'acquisition et d'entretien de ces 20 000 ha (200 à 300 M€ sur 50 ans). Le service rendu associé est estimé avec un coût évité de l’ordre de 10 000 € pour l'épuration des eaux de la rivière et de l'ordre de 2,9 M€ pour le traitement de l'eau potable, soit environ 1 000 €/ha/an. L'acquisition foncière de 20 000 ha de zones humides est prévue par la loi Grenelle II, à la suite du Grenelle de l'Environnement de 2007. Un appel à candidatures est prévu en 2011 pour un futur parc national de zones humides promis par le Grenelle. « Les territoires candidats devront identifier des zones humides permettant la création d’un cœur significatif de plus de 10 000 hectares, présentant un intérêt patrimonial important et ayant conservé une fonctionnalité naturelle ».
Selon l'étude du CGDD, les avantages d'une zone humide sont :
- les services de production correspondant aux produits obtenus directement de l'écosystème : productions agricole et sylvicole (pâturage, fauche, roseaux, sylviculture, etc.), production de matières premières (bois, granulats, tourbes), production et stockage d'eau potable (réservoirs, captages…), production biologique (aquaculture, pêche, chasse…), ressources biochimiques ;
- les services de régulation obtenus à partir des processus de régulation naturelle : zones tampons, elles contribuent à la prévention des inondations (ralentissement des crues en tant que zone d'expansion, stockage temporaire d'eau), au soutien des étiages (restitution progressive de l'eau en période de basses-eaux), à l'épuration des eaux provenant du bassin versant amont (interception physique de l'eau et des sédiments, et chimique avec une dépollution naturelle des eaux, notamment des matières azotées), au maintien de la qualité de l'air, au traitement des déchets, au contrôle de l'érosion… ;
- les services culturels dont peuvent jouir la population (tourisme, sport, loisirs naturalistes tels que chasse, pêche, promenades, et support pour l'éducation à l'environnement)[25] ;
- les services de soutien nécessaires à la production de tous les autres services.

Selon le bilan de l'étude, pour une zone humide la valeur moyenne des biens et services des zones humides est comprise entre 2 400 et 4 400 euros l'hectare.
À titre d'exemple, une étude sur l'incidence des zones humides sur des exploitations agricoles du Limousin a montré que sur le plateau de Millevaches (sur 318 000 ha en parc naturel régional, 16 000 ha sont en zones humides ; soit près de 5 % du territoire), bien que souvent perçues comme contrainte, le bilan économique global d'une exploitation très riche en zone humide pouvait être significativement supérieur à celui d'une exploitation de taille comparable hors zone humide.

« L'exploitant qui utilise des zones humides dégage un excédent brut d’exploitation (EBE) supérieur (50 000 euros) à celui qui n’en possède pas (38 000 euros) et dont les charges opérationnelles sont élevées. »

Selon une étude (2015), les avantages économiques des services écosystémiques fournis par les « zones humides artificielles » compensent largement leurs coûts d'entretien et de lutte contre l'eutrophisation et ses effets (par exemple, une estimation des services fournis par le plus grand lac artificiel de Floride (Lac Apopka), a conclu qu'il fournissait des services d'une valeur de 1,79 million $/an (1,64 M€/an) soit le double des coûts d'entretien, coûts (ex 162 € par kg de phosphore excédentaire retiré de l'écosystème) qui pourraient être fortement réduits par des changements de pratiques agricoles et de meilleures stations d'épuration en amont.

## Un patrimoine en danger
Les zones humides ont toujours attiré les populations : la majeure partie de l'humanité vit encore près des côtes ou des fleuves et l'eau est omniprésente dans les traditions culturelles et sociales,,. Du fait de leur productivité considérable, les zones humides ont longtemps été considérées comme d'importantes réservoirs de sols pour la culture ou l'élevage. D'un autre côté, elles ont souvent été considérés comme des zones insalubres et pestilentielles qu'ils faillait assainir. Deux aspects qui ont contribué à leur régression.
Assèchements à grande échelle, curage, drainage, industrialisation, pollution, remblaiement et urbanisation n'ont cessé de réduire la superficie des zones humides, notamment de 1960 aux années 2000 en France.
Zones naturelles sensibles, les espèces associées aux milieux humides « sont beaucoup plus fragiles que les milieux terrestres qui abritent un cortège de plantes adaptées pouvant souffrir des variations climatiques sans pour autant être menacées de disparaître du jour au lendemain ».
Le Rapport d’évaluation sur les politiques publiques en matière de zones humides publié par le préfet Paul Bernard en 1994 après une évaluation menée de 1992 à 1994 a conclu que 50 % environ des zones humides françaises avaient encore disparu en 30 ans, en dépit de leur valeur inestimable au regard des services qu'elles rendaient, et en grande partie à cause des politiques publiques. C'est dans ce rapport qu'apparaît la notion d'infrastructure naturelle dans le vocabulaire administratif français.
En 1999, les zones humides ne couvraient plus qu’environ 1,6 million d’hectares, soit moins de 3 % du territoire et leur régression se poursuit au rythme d’environ 10 000 hectares par an. Dans certaines régions la forêt naturelle a protégé ces milieux, ailleurs les subventions à la populiculture ont contribué à les assécher ou réduire.
Selon le rapport de l'IPBES de mai 2019, 87 % des zones humides présentes sur Terre au XVIIIe siècle ont disparu en 2000, et cette perte est, en 2019, trois fois plus rapide que la perte des forêts.
Parfois, comme pour la mer d'Aral, c'est le détournement des fleuves pour l'irrigation, bien en amont qui vide et pollue les zones humides, le peu d'eau y arrivant étant chargé d'engrais, de pesticides et de polluants.
Le cas des zones humides côtières : Elles jouent un rôle protecteur du trait de côte et dans le cycle marin du carbone et peuvent contribuer à améliorer la résilience du trait de côte, mais elles sont aussi les plus vulnérables à l'élévation du niveau marin, outre l'augmentation de la turbidité, de l'eutrophisation et de la pollution par les pesticides et/ou de la salinisation.
Selon les projections climatiques disponibles en 2018 ; 20 à 90 % (respectivement pour les scénarios haut et bas d’élévation du niveau marin) des zones humides côtières actuelles devraient disparaître, induisant un recul significatif de la biodiversité fonctionnelle (services écosystémiques) et en espèce,,. Cependant, une nouvelle modélisation (septembre 2018) a porté sur les changements mondiaux des zones humides côtières attendus face à l'élévation de la mer et aux activités anthropiques au XXIe siècle ; elle conclut qu'en tenant compte du contexte géomorphologique et des capacités d'adaptation de l'humanité, le périmètre des zones humides pourrait simplement changer ou se déplacer latéralement,,, voire s'accroître. Ainsi, face aux pertes, le bilan global pourrait être en partie rééquilibré par des gains « compensateurs » de zones humides côtières (jusqu’à 60 % de la superficie actuelle semble pourvoir être recréée à proximité, à condition que pour au moins 37 % des zones humides existant en 2018, un espace soit disponible pour leur « migration » plus en amont dans le bassin-versant, et si les flux actuels de sédiments persistent. Alors contrairement aux prévisions de trois études précédentes,,, de 2018 à 2100, les pertes pourraient être limitées à 30 % (en surface), en supposant qu'il n'y ait plus d'espace disponible en plus des niveaux actuels, ce qui n'est pas toujours le cas dans les régions peuplées ou très anthropisées.
Selon ce modèle, la résilience écologique des zones humides côtières mondiales dépendra en premier lieu de la disponibilité (ou création dans le cas du développement intégré des zones côtières) d'espaces compensateurs (construction d’infrastructures anthropiques dans la zone côtière ou que ce type d'infrastructure devrait changer au cours du XXIe siècle). Dans le cadre des trames vertes et bleues, les zones humides doivent pouvoir migrer en quelques décennies pour survivre.

### État des zones humides de France

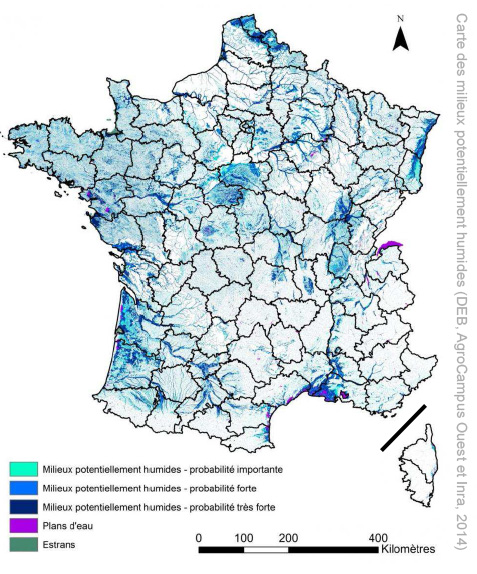
Carte des milieux potentiellement humides (sur la base de critères géomorphologiques et climatiques, s'il n'y avait pas eu de drainage ni comblement, etc.), lancée par le ministère de l’écologie, avec l'Inra et AgroCampus Ouest.
Le 3e plan national d’action pour les zones humides promeut son utilisation pour l'information (projet CarHab), le suivi (Observatoire national des milieux humides) et l’évaluation (écopotentialité des milieux ; EFESE…).
12 987 000 hectares sont ici des « potentiellement humides » (23,2 % du territoire) mais les zones humides potentielles de plateau, de pente et de zones karstiques, difficiles à modéliser sont sous-estimées.

Le patrimoine ultramarin des zones humides française est en partie encore méconnu. Concernant les zones humides de France métropolitaine, elles ont fortement régressé dans de nombreuses régions, qu'il s'agisse de landes humides, prairies humides, tourbières, forêts alluviales ou mares. Quelques lacs artificiels de barrages sont apparus, mais qui ne sauraient fournir la plupart des services écosystémiques rendus par les zones humides qui ont ailleurs disparu. Elles ont disparu le plus souvent à la suite d'un comblement, à leur drainage ou à des rabattements de nappes induits par les pompages ou drainages périphériques.
En 1994, une première alerte officielle sur la dégradation qualitative et quantitative des zones humides de France métropolitaine est donnée par un rapport du Préfet P. Bernard pour le commissariat général du Plan. Elle a été à l'origine de plans successifs destinés à la protection ou restauration des zones humides en France.
Les dysfonctionnements écologiques, hydrauliques et hydrologiques se poursuivent avec un problème croissant d'espèces envahissantes et de premiers indices d'impact d'un réchauffement climatique, mais la régression surfacique semble avoir été freinée au début du XXIe siècle selon l'IFEN qui a en 1996 entamé un inventaire et une cartographie (sur base CORINE Land-Cover), ne reprenant toutefois pas les petites zones humides.
Des inventaires régionaux commencent à mieux les repérer (Atlas des zones inondables, et cartographie ARCH (Assessing regional habitat change) par exemple.
En 2007, selon l'IFEN, malgré des efforts de protection et de restauration, les zones humides avaient encore régressé, notamment dans la dernière décennie 1990-2000. On s'est ensuite intéressé à la définition et mesure de la valeur économique des services écosystémiques rendus par ces zones.
En 2010, sur la base de dires d'experts et statistiques à jour pour 152 zones humides (dont 26 en Outre-mer) dans le cadre d'une évaluation réalisée par le Service de l’observation et des statistiques (publiée en 2012), la faune et flore invasive ou « envahissante » continuent à poser problème ou s'étendre. Et par rapport à une enquête réalisée 10 ans plus tôt, le nombre de sites sur l'avenir desquels pèse une incertitude a encore grandi, notamment dans les plaines alluviales et pour les tourbières.
Au regard des pressions humaines, en 2010 et pour environ 125 zones étudiées en métropole, 13 types d’activités humaines ont été répertoriées en moyenne par zone humide (contre 6 en outremer, pour environ 25 zones étudiées). De 2000 à 2010, durant la période 2000-2010, certaines activités progressent (actions de conservation fréquentation, urbanisation), d’autres sont stables voire en « déprise » (moins d'élevage, pâturage, chasse, pêche). Pour la période 2006-2010, la superficie des grandes zones humides est restée stable dans 70 % des cas, tandis que l’état de conservation n'est stable que dans 55 % et dégradé dans 34 % des cas. Les milieux salés littoraux sont ceux qui régressent le moins.
Pour 150 sites dont 130 (soit 85 %) ont été jugés comme rendant un service majeur à l’homme. De 1990 à 2010, des programmes de restauration et de conservation, souvent associés à des actions pédagogiques se sont développés, touchant 83 % et 77 % des 150 sites étudiés, et selon les experts, « la prise de conscience et la perception sociale des acteurs territoriaux semblent s’accroître depuis 2000, la modification la plus importante des comportements étant observée de la part des élus ».
Néanmoins, peu de sites sont jugés en bon état par ces mêmes experts qui estiment que 52 % des sites « se dégradent fortement ou partiellement pendant la décennie 2000-2010, que 28 % restent stables et 14 % s’améliorent ». Les experts considèrent que l’avenir des 150 zones enquêtées après 2010 est « incertain pour 48 % d’entre elles, et stable ou favorable pour 40 % ».
Les principales causes connues ou reconnues de régressions étaient :
- des perturbations physiques : 2/3 des 152 zones humides évaluées en ont subi ou ont continué à subir en 2000-2010 ; Ces perturbations sont principalement des sécheresses ou inondations anormales ou plus fréquentes, avec turbidité, envasement. Le drainage en fait aussi partie[84] ;
- une dégradation de la qualité de l’eau : elle est constatée en 2010 dans la moitié des 152 zones étudiées (eutrophisation, pollutions chimiques dont par les produits phytosanitaires et/ou les hydrocarbures)[84] ;
- la présence d'espèces envahissantes (faune et/ou flore), d’origine exotique ou indigène. Elles continuent à s'étendre dans la quasi-totalité des sites métropolitains (97 % des 152 sites étudiés en 2010), et dans 52 % des zones humides d'outre-mer[84].
- Diverses pressions anthropiques, avec
  - la fréquentation touristique (presque omniprésente)[84] ;
  - la chasse et la pêche (de loisir et parfois professionnelle) sont pratiqués sur 91 % et 87 % avec des pressions et dynamiques différentes selon les cas et activités. L’intensité de la pêche a diminué de 2000 à 2010, parfois fortement notamment « dans les vallées alluviales et le littoral atlantique (98 % des sites) » ; par contre pour la pression de chasse, « le nombre de sites concernés par une intensité « généralement forte » a augmenté entre 2000 et 2010. Deuxième activité la plus citée dans les réponses aux questionnaires après la fréquentation humaine, la chasse est un loisir présent dans tous les sites du littoral méditerranéen et des plaines intérieures »[84] ;
  - Si 35 % des 150 sites ne sont qu'extensivement concernés, l'agriculture est très présente (pâturage et élevage présents sur respectivement 85 %, 77 % et 70 % des sites en 2010, surtout dans les plaines intérieures où 100 % des zones humides étudiées en 2010 étaient au moins en partie utilisées par l'agriculture) ; mais de 2000 à 2010, « le nombre de sites concernés par une agriculture intensive a augmenté, reflétant une tendance à l’intensification »[84].

## La protection, la gestion et la restauration des zones humides
De manière générale, on cherche à concilier les activités sociales et économiques avec le maintien durable des équilibres naturels, ce qui n'est plus vécu comme une utopie écologiste, mais souvent comme un devoir civique et écocitoyen dans l'intérêt de tous et des générations à venir, que consacrent la conventions de Ramsar et la Directive Cadre européenne sur l'eau.
Il semble exister un consensus sur les besoins conjoints de protection, gestion et restauration, ainsi que d'utilisation rationnelle de ces zones très riches mais vulnérables.
Il n'est pas possible de chasser les agriculteurs de leurs terres. Il convient au contraire de les aider à se reconvertir, par exemple au travers de la paludiculture.

### Une reconnaissance politique forte

#### Les textes internationaux
Outre les grandes conventions internationales sur la biodiversité et le changement climatique, il existe plusieurs dispositifs juridiquement plus ou moins contraignants.

##### Laconvention de Ramsar
La Convention relative aux zones humides d'importance internationale, signée à Ramsar (Iran) en 1971, vise à assurer l'utilisation rationnelle et durable des ressources en zones humides et à garantir leur conservation. Le Canada et la France y ont adhéré respectivement en 1981 et en 1986. En 20 ans, près de 800 zones humides d'importance internationale ont été désignées, notamment des zones transfrontalières ou des voies de migration d'oiseaux ou de poissons. Ce texte fondamental déclare que « Les Parties contractantes, Reconnaissant l'interdépendance de l'Homme et de son environnement ; Considérant les fonctions écologiques fondamentales des zones humides en tant que régulateurs du régime des eaux et en tant qu'habitats d'une flore et d'une faune caractéristiques et, particulièrement, des oiseaux d'eau ; Convaincues que les zones humides constituent une ressource de grande valeur économique, culturelle, scientifique et récréative, dont la disparition serait irréparable ; Désireuses d'enrayer, à présent et dans l'avenir, les empiètements progressifs sur ces zones humides et la disparition de ces zones ; Reconnaissant que les oiseaux d'eau, dans leurs migrations saisonnières, peuvent traverser les frontières et doivent, par conséquent, être considérés comme une ressource internationale ; Persuadées que la conservation des zones humides, de leur flore et de leur faune peut être assurée en conjuguant des politiques nationales à long terme à une action internationale coordonnée ; Sont convenues de ce qui suit : […]
- Article 2 : […] 2. Le choix des zones humides à inscrire sur la Liste devrait être fondé sur leur importance internationale au point de vue écologique, botanique, zoologique, limnologique ou hydrologique. Devraient être inscrites, en premier lieu, les zones humides ayant une importance internationale pour les oiseaux d'eau en toutes saisons.
- Article 3 : 1. Les Parties contractantes élaborent et appliquent leurs plans d'aménagement de façon à favoriser la conservation des zones humides inscrites sur la Liste et, autant que possible, l'utilisation rationnelle des zones humides de leur territoire. […]
- Article 4 : 1. Chaque Partie contractante favorise la conservation des zones humides et des oiseaux d'eau en créant des réserves naturelles dans les zones humides, que celles-ci soient ou non inscrites sur la Liste, et pourvoit de façon adéquate à leur surveillance. […] »

###### MedWet
Une initiative méditerranéenne pour les zones humides dite « MedWet » est née en 1991 et vise, dans le cadre de la Convention de Ramsar, à stopper l'érosion et la dégradation des zones humides méditerranéennes et à promouvoir leur usage raisonnable. Elle rassemblait fin 2008 25 pays (autour de 3 conventions internationales), l'UE, le PNUD et 7 grandes ONG et centres scientifiques. 
Pour les vertébrés, l'indice Planète vivante du WWF s'est amélioré depuis 1970 pour l'ouest de la région couverte, mais continue à se dégrader pour la région Est et semble relativement stable pour la mer Noire. Il a décidé en 2008, en marge de la 10e réunion des parties de la Convention de Ramsar, de créer un observatoire des zones humides méditerranéennes, projet porté en France par la fondation de la Tour du Valat.

##### La convention de Berne
Le préambule de la convention relative à la conservation de la vie sauvage et du milieu naturel de l'Europe (convention de Berne, 19 novembre 1979) donne le ton : « […] Reconnaissant que la flore et la faune sauvages constituent un patrimoine naturel d'une valeur esthétique, scientifique, culturelle, récréative, économique et intrinsèque, qu'il importe de préserver et de transmettre aux générations futures ; reconnaissant le rôle essentiel de la flore et de la faune sauvages dans le maintien des équilibres biologiques ; Constatant la raréfaction de nombreuses espèces de la flore et de la faune sauvages et la menace d'extinction qui pèse sur certaines d'entre elles ; Conscients de ce que la conservation des habitats naturels est l'un des éléments essentiels de la protection et de la préservation de la flore et de la faune sauvages ; […]
- Article 1 : 1. La présente Convention a pour objet d'assurer la conservation de la flore et de la faune sauvages et de leurs habitats naturels, notamment des espèces et des habitats dont la conservation nécessite la coopération de plusieurs États, et de promouvoir une telle coopération. 2. Une attention particulière est accordée aux espèces, y compris les espèces migratrices, menacées d'extinction et vulnérables.
- Article 2 : Les Parties contractantes prennent les mesures nécessaires pour maintenir ou adapter la population de la flore et de la faune sauvages à un niveau qui correspond notamment aux exigences écologiques, scientifiques et culturelles, tout en tenant compte des exigences économiques et récréationnelles et des besoins des sous-espèces, variétés ou formes menacées sur le plan local.
- Article 3 : 1. Chaque Partie contractante prend les mesures nécessaires pour que soient mises en œuvre des politiques nationales de conservation de la flore et de la faune sauvages et des habitats naturels, en accordant une attention particulière aux espèces menacées d'extinction et vulnérables, surtout aux espèces endémiques, et aux habitats menacés, conformément aux dispositions de la présente Convention. 2. Chaque Partie contractante s'engage, dans sa politique d'aménagement et de développement et dans ses mesures de lutte contre la pollution, à prendre en considération la conservation de la flore et de la faune sauvages. 3. Chaque Partie contractante encourage l'éducation et la diffusion d'informations générales concernant la nécessité de conserver des espèces de la flore et de la faune sauvages ainsi que leurs habitats. […] »

##### La convention de Rio
Le préambule de la convention sur la diversité biologique signée à Rio le 5 juin 1992, note « […] que la conservation de la diversité biologique exige essentiellement la conservation in situ des écosystèmes et des habitats naturels ainsi que le maintien et la reconstitution de populations viables d'espèces dans leur milieu naturel […]
Article 8 : Chaque Partie contractante […] d) Favorise la protection des écosystèmes et des habitats naturels, ainsi que le maintien de populations viables d'espèces dans leur milieu naturel ; […] f) Remet en état et restaure les écosystèmes dégradés […] »

#### Les textes de l'Union européenne
Les directives « Oiseaux » et « Habitats » représentent la contribution communautaire au maintien de la biodiversité telle que stipulée par la convention de Rio. La directive « Eau », quant à elle, établit un cadre pour une politique globale communautaire dans le domaine de l'eau et vise à prévenir et réduire la pollution des eaux, promouvoir son utilisation durable, protéger l'environnement, améliorer l'état des écosystèmes aquatiques (dont les zones humides) et atténuer les effets des inondations et des sécheresses.

##### La directive «Oiseaux»
La directive 79/409/CEE du 2 avril 1979, sur la conservation des oiseaux sauvages, déclare « […] que la conservation a pour objet la protection à long terme et la gestion des ressources naturelles en tant que partie intégrante du patrimoine des peuples européens ; […] que la préservation, le maintien ou le rétablissement d'une diversité et d'une superficie suffisantes d'habitats sont indispensables à la conservation de toutes les espèces d'oiseaux ; que certaines espèces d'oiseaux doivent faire l'objet de mesures de conservation spéciale concernant leur habitat afin d'assurer leur survie et leur reproduction dans leur aire de distribution ».
L'article 3 précise que « […] les États membres prennent toutes les mesures nécessaires pour préserver, maintenir ou rétablir une diversité et une superficie suffisantes d'habitats pour toutes les espèces d'oiseaux visées à l'article 1er. 2. la préservation, le maintien et le rétablissement des biotopes et des habitats comportent en premier lieu les mesures suivantes :
- création de zones de protection ;
- entretien et aménagement conformes aux impératifs écologiques des habitats se trouvant à l'intérieur et à l'extérieur des zones de protection ;
- rétablissement des biotopes détruits ;
- création de biotopes. »

##### La directive «Habitats»
La directive 92/43/CEE du 21 mai 1992, sur la conservation des habitats naturels ainsi que de la faune et de la flore sauvages prévoit des zones spéciales de conservation baptisées Réseau Natura 2000 et définit un cadre commun pour la conservation des plantes et des animaux autres que les oiseaux — 173 espèces de plantes, 71 d'invertébrés et plus de 160 de vertébrés bénéficient d'une protection stricte —, et des habitats en tant que milieux naturels — 200 types d'habitats naturels sont répertoriés : « […] considérant que la préservation, la protection et l'amélioration de la qualité de l'environnement, y compris la conservation des habitats naturels ainsi que de la faune et de la flore sauvages, constituent un objectif essentiel, d'intérêt général poursuivi par la Communauté […] considérant que, sur le territoire européen des États membres, les habitats naturels ne cessent de se dégrader et qu'un nombre croissant d'espèces sauvages sont gravement menacées ; […]
- Article premier : […] site d'importance communautaire : un site qui, dans la ou les régions biogéographiques auxquelles il appartient, contribue de manière significative à maintenir ou à rétablir un type d'habitat naturel de l'annexe I ou une espèce de l'annexe II dans un état de conservation favorable et peut aussi contribuer de manière significative à la cohérence de « Natura 2000 » visé à l'article 3, et/ou contribue de manière significative au maintien de la diversité biologique dans la ou les régions biogéographiques concernées. […]
- Article 3 : 1. Un réseau écologique européen cohérent de zones spéciales de conservation, dénommé « Natura 2000 », est constitué. Ce réseau, formé par des sites abritant des types d'habitats naturels figurant à l'annexe I et des habitats des espèces figurant à l'annexe II, doit assurer le maintien ou, le cas échéant, le rétablissement, dans un état de conservation favorable, des types d'habitats naturels et des habitats d'espèces concernées dans leur aire de répartition naturelle. Le réseau Natura 2000 comprend également les zones de protection spéciale classées par les États membres en vertu des dispositions de la directive 79/409/CEE. […] »

Elle comprend six annexes, dont les deux premières ont été modifiées par la Directive 97/62/CE du 27 octobre 1997 :
- Annexe 1 : Types d'habitats naturels d'intérêt communautaire dont la conservation nécessite la désignation de zones spéciales de conservation (habitats côtiers et végétations halophytiques — eaux marines et milieux à marées, falaises maritimes et plages de galets, marais et prés-salés atlantiques et continentaux, marais et prés-salés méditerranéens et thermo-atlantiques, steppes continentales halophiles et gypsophiles —, dunes maritimes et continentales — dunes maritimes des rivages atlantiques, de la mer du Nord et de la Baltique, dunes maritimes des rivages méditerranéens, dunes continentales, anciennes et décalcifiées —, habitats d'eaux douces — eaux dormantes, eaux courantes, tronçons de cours d'eau à dynamique naturelle et semi-naturelle —, landes et fourrés tempérés, fourrés sclérophylles (matorrals), formations herbeuses naturelles et semi-naturelles, tourbières hautes et tourbières basses et bas-marais, habitats rocheux et grottes, forêts).

##### La directive «Eau»
La directive 2000/60/CE du 23 octobre 2000, sur le domaine de l’eau et les zones humides de l’environnement, précise : « […] Le 29 mai 1995, la Commission a adopté une communication au Parlement européen et au Conseil concernant l'utilisation rationnelle et la conservation des zones humides, qui reconnaît les fonctions importantes que ces zones exercent pour la protection des ressources en eau. […] Une politique de l'eau efficace et cohérente doit tenir compte de la vulnérabilité des écosystèmes aquatiques situés à proximité de la côte et des estuaires ou dans les golfes ou les mers relativement fermées, étant donné que leur équilibre est fortement influencé par la qualité des eaux intérieures qui s'y jettent. La protection de l'état de l'eau à l'intérieur des bassins hydrographiques apportera des bénéfices économiques en contribuant à la protection des populations piscicoles, y compris les ressources halieutiques côtières. […] La présente directive vise au maintien et à l'amélioration de l'environnement aquatique de la Communauté. […] L'état quantitatif d'une masse d'eau souterraine peut avoir une incidence sur la qualité écologique des eaux de surface et des écosystèmes terrestres associés à cette masse d'eau souterraine. […]
Article 1er : La présente directive a pour objet d'établir un cadre pour la protection des eaux intérieures de surface, des eaux de transition, des eaux côtières et des eaux souterraines, qui : a) prévienne toute dégradation supplémentaire, présente et améliore l'état des écosystèmes aquatiques ainsi que, en ce qui concerne leurs besoins en eau, des écosystèmes terrestres et des zones humides qui en dépendent directement ; […] e) contribue à atténuer les effets des inondations et des sécheresses […] »

#### Les textes français

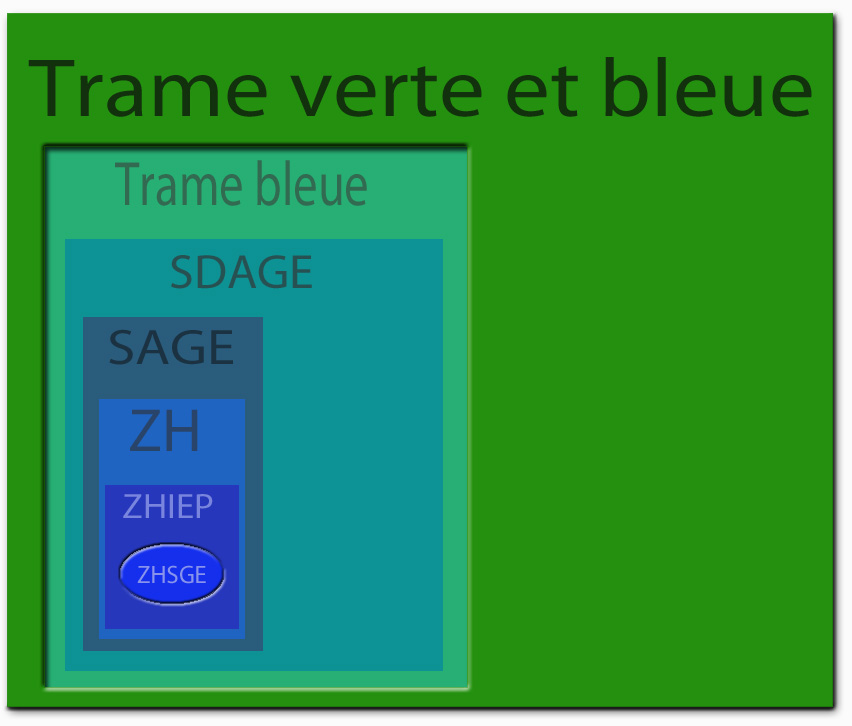
Les zones humides et la hiérarchisation des zonages en France.
En 2010, la loi Grenelle II a confirmé l'importance de la Trame verte et bleue.
Les zones humides (ZH) y relèvent des SDAGEs (Schémas directeurs d'aménagement et de gestion des eaux). Les SDAGEs sont un cadre pour les SAGEs.
Une autre loi, sur le développement des territoires ruraux (« DTR », 23 février 2005) hiérarchise deux «niveaux» de zones humides :
1) les Zones Humides d'Intérêt Environnemental Particulier (ZHIEP), dans lesquelles des Zones Humides Stratégiques pour la Gestion de l'Eau (ZHSGE) contribuent encore plus significativement à la protection de la ressource en eau potable ou à la réalisation d'objectifs du SAGE pour le « bon état des eaux ».

##### Lecode de l'environnement
- Livre II, sur les milieux physiques : Eau et milieux aquatiques ;
- Livre III, sur les espaces naturels : Inventaire et mise en valeur du patrimoine naturel, Littoral, Parcs et réserves, Sites, Paysages, Accès à la nature ;
- Livre IV, sur la faune et la flore : Protection de la faune et de la flore, Chasse, Pêche en eau douce et gestion des ressources piscicoles ;
- Livre V, sur la Prévention des pollutions, des risques et des nuisances : Installations classées pour la protection de l'environnement, Prévention des risques naturels, Protection du cadre de vie ;
- Livre VI, sur les dispositions applicables en Nouvelle-Calédonie, en Polynésie Française, à Wallis-et-Futuna, dans les terres australes et antarctiques françaises et à Mayotte.

##### Les lois

###### Laloi littoral
La loi no 86-2 du 3 janvier 1986, relative à l'aménagement, la protection et la mise en valeur du littoral, a été codifiée en partie au code de l'environnement. Selon l'article 1er, « Le littoral est une entité géographique qui appelle une politique spécifique d'aménagement, de protection et de mise en valeur. La réalisation de cette politique d'intérêt général implique une coordination des actions de l'État et des collectivités locales, ou de leurs groupements, ayant pour objet :
- la mise en œuvre d'un effort de recherche et d'innovation portant sur les particularités et les ressources du littoral ;
- la protection des équilibres biologiques et écologiques, la lutte contre l'érosion, la préservation des sites et paysages et du patrimoine ;
- la préservation et le développement des activités économiques liées à la proximité de l'eau, telles que la pêche, les cultures marines, les activités portuaires, la construction et la réparation navales et les transports maritimes ;
- le maintien ou le développement, dans la zone littorale, des activités agricoles ou sylvicoles, de l'industrie, de l'artisanat et du tourisme. »

###### Laloi sur l'eau
Selon l'article 2 de la loi no 92-3 du 3 janvier 1992, désormais intégré au Code de l'environnement, « Les dispositions de la présente loi ont pour objet une gestion équilibrée de la ressource en eau. Cette gestion équilibrée vise à assurer :
- la préservation des écosystèmes aquatiques, des sites et des zones humides ; […]
- la protection contre toute pollution et la restauration de la qualité des eaux superficielles et souterraines et des eaux de la mer dans la limite des eaux territoriales ; »

Une des limites à l'application de cette réglementation fut la délimitation des zones humides. De nombreuses structures, à différentes échelles, ont engagé des travaux de cartographie et de recensement de ces espaces, certaines les rendant disponibles au plus grand nombre via internet notamment (exemple du Portail départemental d'inventaire des zones humides en Indre-et-Loire (développé par la DDAF et le Conseil général, avec le soutien de l'agence de l'eau).

###### Les «lois Pêche»
- Loi no 73-1230 du 31 décembre 1973, sur le droit de pêche dans certains étangs salés privés du littoral
- Loi no 91-411 du 2 mai 1991, sur l'organisation interprofessionnelle des pêches maritimes et des élevages marins
- Loi no 93-805 du 21 avril 1993, autorisant un accord entre la France et la Suisse sur l'exercice de la pêche et la protection des milieux aquatiques dans la zone frontalière Doubs
- Loi no 97-1051 du 18 novembre 1997, sur la pêche maritime et les cultures marines

###### La loiLOADDT
Selon l'article 23 de la loi no 99-533 du 25 juin 1999, Loi d'orientation pour l'aménagement et le développement durable du territoire, « [Le schéma de services collectifs des espaces naturels et ruraux] décrit les mesures propres à assurer la qualité de l'environnement et des paysages, la préservation des ressources naturelles et de la diversité biologique, la protection des ressources non renouvelables et la prévention des changements climatiques. Il détermine les conditions de mise en œuvre des actions de prévention des risques naturels afin d'assurer leur application adaptée sur l'ensemble du territoire. »

###### Laloi d'orientation agricole(LOA)
Selon l'article 1er de la loi no 99-574 du 9 juillet 1999, « La politique agricole prend en compte les situations spécifiques à chaque région, notamment aux zones de montagne, aux zones humides précisément délimitées dont les particularités nécessitent la mise en place d'une politique agricole spécifique, aux zones défavorisées et aux départements d'outre-mer, pour déterminer l'importance des moyens à mettre en œuvre pour parvenir à ces objectifs ».

###### Laloi sur le développement des territoires ruraux(«DTR», 23 février 2005)
Elle demande aux collectivités et à l'État de ne plus financer d'opérations défavorables aux zones humides. Le chapitre III de cette loi cible la restauration, préservation et valorisation des zones humides, considérés comme étant « d'intérêt général », avec des définitions nouvelles précisant celles de la loi sur l’eau de 1992 via un décret en Conseil d'État et les critères de l’arrêté interministériel du 24 juin 2008 et une circulaire d’application du 25 juin 2008.
La DTR hiérarchise deux «niveaux» de zones humides :
- les zones humides d'intérêt environnemental particulier (ZHIEP) ; ce sont celles dont le maintien ou la restauration présente un intérêt pour la gestion intégrée du bassin versant ou qui ont une valeur touristique, écologique, paysagère, et cynégétique particulière. Dans ces ZHIEP l'autorité administrative, en concertation avec les acteurs locaux, doit établir des programmes d’actions pour durablement les restaurer, préserver, gérer et mettre en valeur. Ces programmes préciseront les pratiques favorables aux zones humides, dont certaines peuvent être rendues obligatoires et bénéficier de financement[87].
- les zones humides stratégiques pour la gestion de l'eau (ZHSGE) ; ce sont celles qui contribuent de manière significative à la protection de la ressource en eau potable ou à la réalisation d'objectifs du SAGE pour le bon état des eaux. 
Des servitudes d'utilité publique peuvent être instituées à la demande de l'État, des collectivités territoriales ou de leur groupement. Un arrêté préfectoral peut interdire tout acte susceptible de nuire à la zone humide (dont drainage, remblaiement ou retournement de prairie). Les collectivités peuvent imposer sur les terrains qu'elles ont acheté, des contraintes environnementales au fermier lors de son instauration ou au moment du renouvellement des baux.

###### Critères de délimitation en France
Ces critères sont nécessaires à la cartographie administrative des zones humides notamment par et pour les SDAGEs, les SAGEs, le SCoT et les documents d’urbanisme et la trame verte et bleue. Ils sont notamment issus de la directive-cadre sur l'eau. Ils ont été précisés en 2009 par un arrêté selon lequel une zone était dite humide si elle présentait l'un ou l'autre des deux critères définis ci-après : hydromorphie (1) et végétation hygrophile (2). Cette définition a été utilisée durant 7 ans, jusqu'à ce qu'un arrêt du Conseil d'État le 22 février 2017 vienne modifier cette approche en considérant que ces deux critères doivent désormais être conjointement présents : Une zone ne sera désormais déclarée Zone humide qu'en « présence simultanée de sols habituellement inondés ou gorgés d'eau et, pendant au moins une partie de l'année, de plantes hygrophiles ».
1. Les sols, qui doivent correspondre à un ou plusieurs types pédologiques ou d'hydromorphie[92], exclusivement parmi ceux mentionnés dans une annexe[93] de l'Arrêté et identifiés selon la méthode figurant également en annexe[94]. Le préfet de région peut exclure l'une ou l'autre de ces classes et les types de sol associés pour certaines communes, après avis du conseil scientifique régional du patrimoine naturel.
2. La végétation inclut des espèces de zones humides identifiées[95] et quantifiées[95] selon une méthode[95] et liste d'espèces[95] annexées à l'Arrêté ; « soit des communautés d'espèces végétales, dénommées « habitats », caractéristiques de zones humides, identifiées selon la méthode et la liste » de l'annexe 2. 2 de l'Arrêté. Si des relevés pédologiques ou de végétation sont nécessaires, leurs protocoles sont exclusivement ceux décrits aux annexes 1 et 2 de l'arrêté[90].

« Le périmètre de la zone humide est délimité, au titre de l'article L. 214-7-1, au plus près des points de relevés ou d'observation répondant aux critères relatifs aux sols ou à la végétation mentionnés à l'article 1er. Lorsque ces espaces sont identifiés directement à partir de relevés pédologiques ou de végétation, ce périmètre s'appuie, selon le contexte géomorphologique soit sur la cote de crue, soit sur le niveau de nappe phréatique, soit sur le niveau de marée le plus élevé, ou sur la courbe topographique correspondante ».
Les SDAGEs établissent des « zones à dominante humide » (ZDH) en précisant leurs méthodes de délimitation où peuvent être identifiées des « zones humides d'intérêt environnemental particulier » (ZHIEP), des « zones humides remarquables » (ZHR), « zones humides à enjeux » (ZHE), avec prise en compte des services écosystémiques et des fonctions des terrains environnants qui participent au fonctionnement de la zone humide.

##### Les plans nationaux d'action pour les zones humides

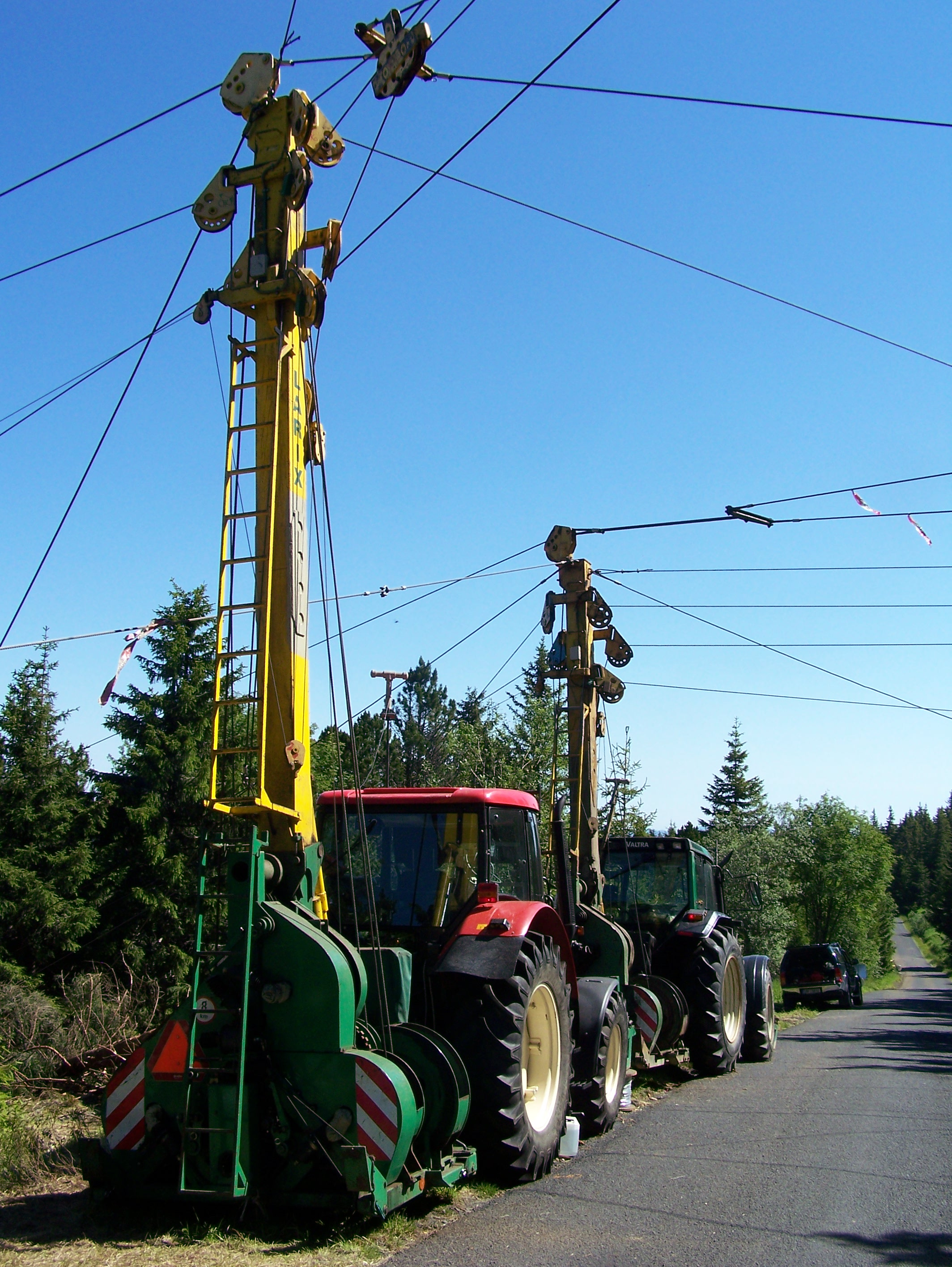
Travaux de restauration (débardage) de zones humides, facilité par l'utilisation d'un câble-mât, Mont Mezenc, 2011.

Le premier plan national d'action en faveur des zones humides, adopté par le Gouvernement français le 22 mars 1995, marque la volonté d'agir pour arrêter la dégradation des zones humides, garantir par une bonne gestion leur préservation durable, favoriser la restauration des zones humides importantes et reconquérir les sites d'intérêt national. Ce plan d'action gouvernemental comprenait quatre axes :
- inventaire des zones humides avec création d'un Observatoire national des zones humides (ONZH), renforcement des outils de suivi et d'évaluation, traduits dans un programme national de recherche sur les zones humides (PNRZH) ;
- mise en cohérence des politiques publiques ;
- restaurer qualitativement et quantitativement les zones humides ;
- lancer un programme d'information et de sensibilisation des administrations, élus et gestionnaires.

Cependant, il s’est avéré nécessaire de susciter et d’accompagner davantage les initiatives locales en faveur de la gestion durable des zones humides tout en poursuivant les mesures nationales. C’est dans ce but que les pôles relais zones humides ont été créés :
- pôle relais lagunes méditerranéennes ;
- pôle relais tourbières ;
- pôle zones humides intérieures, mares et mouillères, vallées alluviales ;
- pôle relais marais littoraux de l’Atlantique, de la Manche et de la mer du Nord.

Dix ans plus tard, certaines régions sont très en retard pour leur inventaire, et il n'est fait que pour les zones de plus de 1 ha alors que les zones plus petites sont un élément réellement essentiel du maillage écologique. Les petites zones humides continuent à fortement régresser en France, principalement à cause du drainage agricole.
Ce plan s'appuie sur :
- des outils existants de planification : schémas directeurs d’aménagement et de gestion des eaux (SDAGE), puis profils environnementaux régionaux, SRADT, etc. ;
- des instruments de protection : réserves naturelles, zones de protections spéciales, réserves biologiques domaniales, réserves de chasse et de pêche ;
- la maîtrise foncière : conservatoire de l’espace littoral et des rivages lacustres, conservatoires régionaux d’espaces naturels, fondation pour la protection des habitats de la faune sauvage ;
- des labels internationaux : sites Ramsar, sites Natura 2000 (la Grande Brenne est un exemple de site pilote Natura 2000) ;
- des incitations financières : fonds européens, programme LIFE, contrats d’agriculture durable (CAD), fonds de gestion des milieux naturels, aides des agences de l’eau, fonds national de solidarité sur l’eau, taxe départementale sur les espaces naturels sensibles (TDENS).

Diverses subventions ou crédit d'impôt peuvent aider les propriétaires et gestionnaires à protéger les zones humides ou à les intégrer dans la trame verte. Un décret y permet une exonération de 50 à 75 % de la taxe foncière sur la propriété non bâtie (voire 100 % en zone Natura 2000, réserve nationale ou PNR), néanmoins, d'autres exonérations encouragent encore leur destruction
En 2008, le Grenelle de l'environnement prévoyait que l'état puisse acquérir (de 2009 à 2014) 20 000 hectares de zones humides via les agences de l’eau et le Conservatoire du littoral à des fins de conservation environnementale. En 2009, lors de la journée mondiale des zones humides, Chantal Jouanno (secrétaire d’État à l’Écologie) a annoncé la création d'un groupe national formé sur le modèle de fonctionnement du Grenelle de l’environnement (associant donc l’État, les partenaires sociaux, ONG et collectivités) pour faire un bilan et des propositions pour préserver et restaurer des zones humides.
En 2009, l'exposé des motifs de la loi Grenelle II a estimé qu'il restait en France environ 1,5 million d'ha de zones humides qui sont un « réservoir de biodiversité, et un facteur d’amélioration de la qualité des eaux superficielles, des zones tampons diminuant les risques d’inondation en cas de fortes pluviométries et des stockages importants de carbone organique dans les sols », mais « souvent menacées par l’extension de l’urbanisme ou des changements d’usage des terres ». La loi prévoit que les agences devront gérer ces 20 000 ha bia des baux agricoles (Article 51).
En 2010, un an après la mise en place du groupe de travail national devant proposer des mesures de préservation et de restauration des zones humides et 15 ans après le premier et précédent plan national (lancé alors que 50 % des zones humides métropolitaines résiduelles avaient disparu de 1960 à 1990), Chantal Jouanno a annoncé le lancement du nouveau Plan national d'actions pour la sauvegarde des zones humides ; Sur 3 ans, avec 20 M€, via 29 actions, dont la création d’un parc national zones humides (5 sites devant être choisis avant mars 2010), 5 nouveaux sites Ramsar, puis 10 nouveaux sites par an. Un bilan est annoncé pour juillet 2010 de l’efficacité des dispositifs d'aides agricoles en zone humide. Un appel à projets (de 10 M€) visera l'acquisition et la gestion par les collectivités de zones humides pour mieux lutter contre les inondations. Un nouveau portail national zones humides est prévu. 
FNE a regretté le manque d'articulation du plan avec les nouveaux Schémas directeurs d’aménagement et de gestion des eaux (Sdage) adoptés fin 2009.
La loi Grenelle II définit la trame bleue, et comprend diverses dispositions, dont beaucoup nécessitent des décrets d'application. Les Agences de l'eau et comités de bassin sont invités à mettre en œuvre « une politique foncière de sauvegarde des zones humides » et dans ce cadre, l’agence de l’eau peut « acquérir ou faire acquérir des parcelles dans les zones humides à des fins de lutte contre l’artificialisation des sols et de valorisation, notamment agricole », éventuellement via les SAFER, et hors champ d’intervention du conservatoire du littoral.
En 2011, une nouvelle MAE-T « Maintien de l'équilibre agriécologique d’une prairie naturelle en faveur des zones humides et de leurs services rendus » est proposée aux agriculteurs pour les prairies permanentes « non drainées par des systèmes enterrés » (hors zones Natura 2000 et périmètres captage prioritaire Grenelle, qui bénéficient d'autres sources d'aides), dans le cadre du PDRH (Plan de développement rural hexagonal) pour accroître les superficies contractualisées. La même année, la France lance son programme de communication, d'éducation, de sensibilisation et de participation du public (CESP) en faveur des zones humides.
En 2013, le Conseil général de l'environnement et du développement durable et le groupe d'experts Zones humides recommandent l'engagement d'un 3e plan national d'action, annoncé par la suite pour 2014 dans la seconde feuille de route vers la transition écologique du gouvernement français.
En 2014, à la suite de la Conférence environnementale et à l'occasion de la relabellisation parc naturel régional (PRN) du marais poitevin qui avait perdu ce label en 1996, Ségolène Royal a présenté le troisième Plan national d'action en faveur des zones humides (2014-2018), rappelant que de 2000 à 2014, 48 % des zones humides sont encore en dégradation, que 42 % sont stables et que seules 11 % s'améliorent. En mars 2022, un quatrième plan a été initié portant sur la période 2022-2026. Parmi ses objectifs : le doublement de la superficie des milieux humides sous protection forte en métropole d’ici 2030, l’acquisition de 8 500 hectares et la restauration de 50000 ha de zones humides d’ici à 2026.
En 2016, un Guide de la méthode nationale d'évaluation des fonctions des zones humides a été publié par l'ONEMA , qui pourra aider à une juste compensation en cas de travaux affectant des zones humides, via un tableur fourni librement. Il permet aussi de vérifier que certains principes de compensation sont respectés.

### La restauration et la compensation
Le génie écologique permet de restaurer ou de compenser des zones humides disparues ou dégradées.
En 2012, l'Afnor a publié pour la France une première norme (NF X10-900) sur la méthodologie de conduite de projets pour les zones humides et cours d'eau. Elle vise à professionnaliser « une nouvelle filière en proposant des solutions concrètes et pragmatiques adaptables à tout projet de génie écologique ». Elle clarifie le rôle et la coordination des intervenants, les étapes du projet (en aidant à se poser « les bonnes questions au bon moment ». Pour cela, elle décrit les études, la maîtrise d'œuvre, les opérations de gestion restauratoire et propose un métier de « coordinateur Biodiversité ».

### Guides, guides de bonnes pratiques
- Tome III, Habitats humides ; Connaissance et gestion des habitats et des espèces d’intérêt communautaire ; Cahiers d’habitats Natura 2000 (Synthèse des connaissances scientifique et concernant la gestion des habitats naturels et de chaque espèce figurant aux annexes I et II de la directive « Habitats » pour lesquels la France est concernée); La documentation française, 456 pages
- Travaux en zones humides : Vade-mecum des bonnes pratiques (2011), , Fédération des Conservatoires d’espaces naturels ; Pôle-relais tourbières
- Inventaire et préservation des zones humides dans les PLU (Guide technique), (2006), Eau et rivières de bretagne
- Liste de guides méthodologiques français sur l'eau et les zones humides, Gest'eau
- Description des milieux humides (sur le site du SANDRE), dictionnaire destiné à structurer le Système d'information sur l'eau (SIE) grâce à un langage partagé.